# Eテレ0655&2355
『Eテレ 0655』（イーテレ ぜろろくごーごー）および『Eテレ 2355』（イーテレ にーさんごーごー）とは、NHK教育/Eテレで2010年（平成22年）3月29日から放送されているミニ番組。公式のタイトルロゴでは「0655」「2355」のように「55」の部分に下線が入る。
「Eテレ 0655」と「Eテレ 2355」はそれぞれ別の時間帯に放映される別内容の番組であるが、両者が同一制作スタッフにより作成され、ほぼ共通のフォーマットを用いている「兄弟番組」のため、一括して記す。また、同じく兄弟番組である「ねこねこ55」についてもこの項目で取り扱う。

## 概要
NHK教育テレビジョンは2009年の放送開始50周年を一つの節目として、2010年を「50+1周年 あたらしいスタート」をスローガンとして「教育 (Education)」のE、「環境 (Ecology)」のEをコンセプトに、従来の「ETV」に代えて「Eテレ」という愛称を付けた。この番組は、その愛称が幅広い層に親しまれることを目指す「チャンネルCI番組」として始まったもので、「一人の自分」と「世の中に飛び出す自分」とを行き来する節目となる朝と深夜に、それぞれの時間に呼応した一日のリズムを刻むための映像と音楽が放送される。「0655」と「2355」のタイトルは放送開始時間の6:55と23:55を示している。
番組監修は佐藤雅彦。制作はNHKエデュケーショナル。制作著作はNHKと、慶應義塾大学佐藤雅彦研究室の卒業生によるクリエイター集団であるユーフラテス。佐藤が監修する『ピタゴラスイッチ』同様、慶應大佐藤研究室や、ユーフラテスで行われた表現の開発・研究から得られた知見が活用されている。
なお、地上アナログ放送においては、番組開始当初よりレターボックス形式での放送。
2020年3月30日放送分にて10周年を迎えた。
2021年3月29日以降は「0655」において左上に時刻が表示されている。
2023年10月2日から字幕放送開始。(特番ではそれ以前から実施済み)ナレーションは黄色で表示。

### 放送時間
2011年度～現在の放送時間。時刻表記は全てJST。
- Eテレ 0655 - 毎週月曜～金曜 6:55 - 7:00
  - 2021年3月29日以降、左上に時刻表示付き。
- Eテレ 2355 - 毎週月曜～金曜 23:55 - 0:00
  - 月曜から金曜にかかる祝日も平日と同様に放送される。
  - 金曜日の放送は2011年度～（4月1日が放送初日）。2010年度はいずれも月曜日～木曜日の放送で金曜日には放送されなかった（木曜日放送の0655内で卵に言及されたこともある）。

### メインナレーション
当初のメインナレーションは0655が稲塚、2355が石澤であったが、0655のメインナレーションは担当アナウンサーの人事異動により数回変更されており、稲塚と古谷は最初の担当後、異動を経て東京アナウンス室に戻った際に番組に復帰し、計2回の担当歴がある（また、変更後も前年度までの収録映像などで前のメインナレーションがサブとして担当している部分がある）。一方、石澤は放送期間中にNHKを退局したが、以降もフリーの立場で2355の担当を継続している。
| 年度        | 0655       | 2355     |
| ----------- | ---------- | -------- |
| 2010        | 稲塚貴一   | 石澤典夫 |
| 2011 - 2015 | 古谷敏郎   | 石澤典夫 |
| 2016        | 伊藤雄彦   | 石澤典夫 |
| 2017 - 2019 | 稲塚貴一   | 石澤典夫 |
| 2020 - 2021 | 松田利仁亜 | 石澤典夫 |
| 2022 - 2024 | 古谷敏郎   | 石澤典夫 |
| 2025        | 小郷知子   | 石澤典夫 |

## 主なコーナー
以下のコーナーで特記なきものは毎回放送されるのが基本だが、他のコーナーとの兼ね合いで短縮されたり休止したりすることもある。
なお、両番組のエンディングで流れる、「ETV」が3段階で「Eテレ」に変形するモーフィング・アニメーションは、両番組のオープニング前を始め、教育テレビ内での各番組CMのエンドキャッチとしても用いられる（総合・BSにおけるどーもくんのような存在）。この場合、季節にちなんだものが描かれることが多く、蚊取線香と煙（8月）、すすきの揺れ、青葉の木が紅葉に染まり落ち葉に（いずれも秋）、雪の中に立つETVロゴが変形し積もった雪が崩れる（冬、昼バージョンと夜バージョン2種類ある）、Tがテに変わる時の反動でバケツが飛んでちょうど雪だるまにかぶる、梅の花にウグイスが鳴く、カエルが池に飛び込む（6月）、Vがレに変わる時にリモコンのスイッチが押されてデジタルテレビの電源が入る（2011年7月のテレビ放送の完全デジタル化にちなんだもの）、表彰台に変化するもの（オリンピックにちなんだもの）、表彰台と聖火（ロンドンオリンピック開催期間中）、などのバージョンがある。教育テレビ各番組の次回予告や番組案内スポットでは総合テレビや海外向けのNHKワールド・プレミアムでもEテレのモーフィング・アニメーションを見ることができる。

### 両番組共通のコーナー
日めくりアニメ
日めくりカレンダーをめくる（古いカレンダーをちぎる）所作を交えたアニメーション。月曜日の0655（「朝礼」のように0655専用アニメになる事がある）と金曜日の2355（放送されるケースは少ないが「市長の発明」シリーズが多い）を除き月曜日の2355から金曜日の0655までは大抵「2355」で放送された映像が翌放送日の「0655」で使用される（再放送でもこれが適用される。ただしナレーションの日付表現が「明日は〜」→「今日は〜」に変わり、ナレーションも違うので朝と夜とでは雰囲気が異なる場合もある）。2011年度から再放送も含め大半の作品でコーナー冒頭にサブタイトルが表示されている。
初期の頃は毎回必ず放送されていたが、2013年度からは再放送も含め放送されない回も生じるようになり、その場合はオープニングもしくエンドカードの画面端に小さくカレンダーが表示されることがある（表示のない場合もある）。2021年現在では、月曜日はほぼ毎週放送せず、前述のとおりオープニングに小さく表示されるのみである。
BGMは金曜日と特別版を除き「0655」は「ねこあるあるある」もしくは「いぬあるあるある」のカラオケ版、「2355」（「ねこねこ55」放送以前の「0655」含む）はロマン・ホフシュテッターの『弦楽四重奏曲 ヘ長調 作品3-5』から第2楽章（ハイドンのセレナード）。金曜日はマヌエル・ポンセの『古風な組曲 ニ長調』から「ガヴォット I」が使用されている（日めくりアニメのランキングを放送する時のBGMは前者だが、「市長の発明」シリーズのみ後者になる）。そのため、特に木曜日の2355と金曜日の0655はBGMが異なりながらも同じ映像が使われている。正月もしくは年明け最初の放送時は宮城道雄の『春の海』。「枯葉」の時はイヴ・モンタンの『枯葉』。「金メダルは、ヒメクリ共和国。」の時はゲオルク・フリードリヒ・ヘンデルのオラトリオ『ユダス・マカベウス』から「見よ、勇者は帰る」。クリスマスもしくはその直前放送時は山下達郎の『クリスマス・イブ』。「運動会」の時はルロイ・アンダーソンの『トランペット吹きの休日』。「点線号令」の時はケネス・アルフォードの行進曲『ボギー大佐』。「ランウェイ」ではセント・トーマス(ソニー・ロリンズ)。「フローチャート」では「Love Me Or Leave Me (Teddy Wilson and Lester Young)」。
内容によってコーナー名が変わることがあり、あみだくじの場合は「日めくりアミダ」、げつげつたぬき団が登場する場合は「日めくりタヌキ」、ワニが登場する場合は「日めくりワニメ」という名前になる。
ねこのうた・犬のうた
視聴者から寄せられたネコもしくはイヌの写真をバックに曲が流れる。バックの曲はペットが犬か猫、雄か雌で異なり、これらの組み合わせの4種類のいずれかが使われる（後述）。このとき「出演」した猫・犬は「○○さん」と表現されている。
「0655」では再放送も含めほぼ毎日放送され、放送日が11日となる日は「犬の日スペシャル」(ワンワンから)、22日となる日は「ねこの日スペシャル」（ニャァニャァから）として、それぞれ犬のうた・ねこのうたを2本連続放送する。これらが放送されるときは、おはようソングが放送されないもしくはオープニングが大幅に短縮される。それ以外の日は犬のうた・ねこのうたのいずれになるかは不定期（ただし1日は「犬のうた」1曲、2日は「ねこのうた」1曲が普通に放送される）。
「2355」では毎月1日・2日・11日・22日にのみ放送され（金曜日の「夜ふかしFriday」を含む。この場合は、後述「夜ふかしワークショップ」もしくは「2355金曜アニメ」のどちらかがお休みになる）、コーナータイトルの画面右上に「0655から出張中!」と表示される。このときは、0655でのコーナー終了後「今夜、2355でも放送します」と案内される。内容は過去に「0655」で放送されたものの再放送。
曜日の関係で、その月の「2355」の「ねこのうた」が放送できない月もある（1日の「犬のうた」が土曜、2日の「ねこのうた」が日曜、22日の「ねこのうた」が土曜の場合）。この場合は11日の「犬のうた」しか放送できない（ちなみに11日は火曜日）。
2015年度からは火曜日の「2355」が猫の日（猫入りTuesday）とされ、「ねこのうた」が放送されている（ただし、1日・11日の場合、火曜日の「2355」が犬の日（犬入りTuesday）とされ、「犬のうた」が放送されている）。
ごくまれに「カメのうた」が放送される。
「0655」2013年9月26日放送回で、「カメのうた」としてカメの写真の募集が告知される。公式Webサイト「犬のうた」の投稿に関する説明に『「カメのうた」の投稿は「犬のうた」投稿ページをそのままご利用ください。』と表記されるようになった。
2015年8月の「夏のこれなんだ？スペシャル」にて、犬と猫以外の動物の同居人を紹介する「うちには、こんなのがいます」（歌：杉山ひこひこ）の募集が告知された。
0655ID / 2355ID
コーナーとコーナーの間に流れる、何かしらの形で「0655」または「2355」の文字を表現する短編映像。ピタゴラ装置同様の物理的な仕掛けによるもの、陰影や光の反射、実写映像による特殊効果、CGを用いた表現など、アニメーション、実写映像問わず、様々な手法が用いられている。3秒程度の超短編（「06」「23」の右側の下線が上から下に降りて「55」が現れるもの）がアイキャッチ的に多用される（再放送についてもこれが適用される）。
映像中に「0655」または「2355」のナレーション（声：真心ブラザーズ、小泉今日子、細野晴臣、蒼井優、ピーター・バラカン、松本素生ほか）が入る。
数字の都合上、2355は表現できるが、0655は表現できない物がある(例として計算式、サイコロ、物体数（いずれも0の再現ができない為））。
季節にちなんだIDが用いられることがあり、大学入試センター試験・バレンタインデー・読書週間を意識したIDが放送されたことがある。
BGMにはレスター・ヤングの「Love Me or Leave Me」など、ジャズが多用される。
進め! よんきびう隊
不定期に放送。
背丈の違う生物がプラカードを持って歌いながら行進し、途中、稲塚アナによる「背の順に並べ!」の号令がかかると並び変わり、意味のある言葉になるアナグラムにより様々な告知を行うアニメーション。2011年2月後半から『進め! アナグラム隊』として放送開始、後に現在の名称に改められた。
メンバーは、背の低い順からカブトムシ（カブトむし五郎）、カメ（草野カメヒト）、ペンギン（ペン田銀三）、カピバラ（カピバラねず実）、シカ（鹿野つのお）。メンバーのフルネームは『進め! よんきびう隊の歌』（後述）放送時に明らかになった。
登場当初は「よ」「ん」「き」「び」「う」の順にプラカードを持って登場し、並べ変わると「きんようび」になり「0655・2355、4月から金曜日、はじめます」（金曜日の放送開始の告知）のバージョンであった。他に複数のバージョンがあり、4文字の場合はカブトムシは参加せず、整列後に右上にお休み（なでしこの時は「応援している」表記）として表示される。逆に、6文字の場合は助っ人としてアルマジロ（アルマジロ・ジロー）が登場する。号令のバリエーションも「50音順に並べ!」「泳ぎの上手い順に並べ!」「涙もろい順に並べ!」「甘党な順に並べ!」等が存在する。告知内容も季節にちなんだものや次のコーナー紹介など様々。
また、プラカードに書かれる文字は原則としてひらがな、カタカナであるが、後述の年末スペシャルでは漢字が登場した。
2011～2014年度は毎週金曜日の0655のオープニングが「朝が来た!」ではなくこのコーナーにより放送されている。
2015年4月から「びんようき隊」､2018年5月から「う(鵜)よんびき団」が登場してからは彼らの出番は衰退してきた。
時間がない場合は並び替えをせず、「日本全国よんきびうー！」と言って終わる。
おはようソング / おやすみソング
1日の始まりと1日の締めくくりにふさわしい番組オリジナルソング（詳細は後述）。0655で「おはようソング」として、2355で「おやすみソング」として放送されるが、両方に用いられる曲もある。内容は定期的に入れ替えだが、過去の曲を日替わりもしくは週替わりで放送する期間もある。0655は月曜から木曜まで、2355は月曜から水曜まで同じ曲(歌詞が変化する曲もある)が通しで放送されるが、放送日にちなんで特別に曲が差し替わることもある。
0655は金曜日に「おはようソングセレクション」（2017年度は「リクエストにおこたえFRIDAY！！」として放送される事がある）、2355は木曜日に「おやすみソングセレクション」として、過去のソングが放送される（基本的にセレクション以外の日は、同じ曲が放送されるが、全て別の曲の週もある）。なお、金曜日の2355（夜ふかしFriday）は放送されないが、2017年度現在はたまに放送される事がある。
原則月曜ですがスペシャル（推しソングの時を除く）と夜ふかしFriday以外毎回放送されるが、他のコーナーの兼ね合いにより放送されないときもある。
春/夏はたしかに来ています / 夏を涼しく過ごします
ギターの弾き語りによる15秒ほどの短い歌（作曲・歌：近藤研二）に乗せて実写映像が放送される。季節に応じた歌詞違いバージョンにより放送されている（放送されない時期もあり）。
トビなぞ
2355「今日のトビー」（後述）の派生企画。2011年6月22日から放送(当初は水曜日に放送されていた)。トビハゼのトビーがなぞなぞを出題する。BGMはヨハン・シュトラウス2世の『アンネン・ポルカ』。正解はトビなぞ後の一定時間経過後かエンドカードの右下に表示される。
2355では9のつく日を中心に「今日のトビー」の代わりに放送、0655では「朝からトビなぞ」として不定期に放送される。
2015年度以降はほとんど放送されていない。
クランベリー豆知識
「クランベリーの赤い実」放送時に放送される約1分間の短いコーナー。
保健豆知識
手洗いを指導するコーナー。
考えるセイウチ
2016年度より放送開始。2355では放送開始当初は水曜日に放送していたが、2017年度より木曜日に放送。0655では不定期に放送。2016年9月21日以降、スピンオフとして「考えないアザラシ」が不定期で差し替えられ放送される。

### Eテレ 0655
オープニングアニメーション「朝が来た!」
番組キャラクターのニワトリ・0655鶏（「0655」の文字で描かれている）の嘶きと、ニワトリの産んだ卵（声：不明）の発する一言（内容は再放送も含め放送日にちなんだ内容の日替わり）に続いて、真心ブラザーズの歌うテーマソング（Bob Marleyの「Soul Captives」のカバー、作詞：佐藤雅彦）に乗せ、うえ田みお制作の線画アニメーションが放送される。
基本的には毎日同じ映像・同じテーマ曲であるが、祝日放送時には小屋に日章旗が掲げられていたり、アニメーション内に登場する流星が季節の風物や年中行事・開催中のイベントにちなんだものに変わっていることがあり（ただし、金曜日の放送を除く）、4月22日が宇宙の日の場合は流星から宇宙船に変わり地球上の宇宙に飛び回る演出に、6月が雨予報の場合は流星から雨に変わり0655鶏が傘を刺す演出に変わる時もある。
他のコーナーとの兼ね合いにより、オープニングがイントロのみ、あるいは曲の途中でフェードアウトされて短縮版となることがある。
なお、先述の通り金曜日はこのオープニングアニメーションではなく『進め! よんきびう隊』もしくは『進め! びんようき隊』､『進め! 鵜よんびき団』の3つのコーナーがオープニングに週替わり事に用いられている（最後に0655鶏と卵が登場する。0655鶏の嘶きはないが、卵の発する一言はある。）。
また、映像はそのままに、その季節などに合ったテーマ曲を当てたりしている。
2017年度の毎週水曜日には「朝めし前クイズ」がこのコーナーで行われる（クイズが出題される。答えはエンドカードで発表される）。
本日の四字熟語
2011年4月から不定期に放送。放送日の日付である「○月○日」の2文字を変えた四字熟語を紹介する（四月五日→四捨五入、四月八日→四苦八苦、十月十日→十人十色など）。
たなくじ
2011年6月20日から放送されている月曜日限定のコーナー（月曜日が祝日および振替休日や再放送の場合も放送される）。タイトルは出演する田中裕二（爆笑問題）と“くじ”、すなわち、「田中によるおみくじ」から。
冒頭のナレーションは相方の太田光が担当。
冒頭に月曜恒例「田中によるおみくじ たなくじ」の台詞でコーナーはスタートする。原則的にエンドカードの前に放送されるが、おはようソングが新曲の時はおはようソングの前になり、稀にオープニングアニメーションの次になる事もある。
『田中が持っているくじの内容を示した白いボードがストップモーション・アニメーションの要領で1.5倍に高速変化する映像を、視聴者が携帯電話かスマホのデジタルカメラ機能（ただのデジタルカメラでも可）により撮影してもらい、その画像（どのメッセージが表示されるかは視聴者のシャッタータイミング次第）をこの一週間のお守りとして所持してもらおうという企画』ということをコーナーの冒頭で解説する。あまり時間がない場合は「早口解説」をし、ナレーションの声も倍速する。
田中の持っているボードの内容は概ねおみくじに準じた内容だが、吉か凶が書かれているもの（「プチ吉」「メガ吉」「かなり吉」など通常のおみくじに書かれていないものがほとんど）と個別の運勢（ラッキーアイテム）が書かれているものが混在する。もし、お気に入りではないくじを引いた場合はタイトルを逆さにして「じくなた～!」と唱えて消去する。また、うまく撮れなかった場合、2回まで撮り直し可能とのこと。
2011年の年末の「年越しをご一緒にスペシャル」の「新春たなくじ」からは「太田吉」が入っている場合もある。この場合は、冒頭に月曜恒例「田中によるおみくじ たなくじ」の台詞の最後に田中の相方の太田光が「太田吉 入ってます!」と言う。太田吉の時のみボードを持っている人が太田光になっている。「太田吉」は、大吉の約17倍に相当する。
稀にボードが移り変わる瞬間を撮ると、何も書かれていないボードが写る場合もあるが、これは「白吉」といい、とっておくと(白＝百－一なので) 99のいい事があるとのこと。
「年越しをご一緒にスペシャル」で実施される「新春たなくじ」は、2012年からは3が日以降最初の「0655」（基本的に1月4日）で放送される。
2022年に田中の衣装がリニューアルされ、早口解説が廃止された。また、解説の文言が一部変更されている。
進め!びんようき隊
2015年4月3日放送分で初登場。2015年度以降の金曜日のオープニング。「びんようき隊」とは、空き瓶たちで結成された、「よんきびう隊」の公式ライバルで内容も似ている。メンバーは、たくさん入る順から酢の瓶（米田酢次郎）、マヨネーズの瓶（ビンセント・マヨ）、ジャムの瓶（ジャムー・ストロベリ）、しょうゆの瓶（こいくちしょゆ美）、ミニジャムの瓶（小瓶山ミニ太郎）。ホイッスルの後「たくさん入る順にならべー!」と言われて、左から前述の順に並ぶ。メンバーのフルネームは『がんばるぞ!俺たちあきびん びんようき隊の歌』（後述）の「これなんだ Ver.」（2015年8月6日の特番）放送時に明らかになった。また、2015年の11月頃から「びんようき隊」と「よんきびう隊」のどちらに金曜日を告げてほしいかの投票が行われた。結果はよんきびう隊の票数の約半分でびんようき隊が負けたが、投票してくれた視聴者の事も考慮して、金曜日の1/3回（3回の金曜日の中1回）はびんようき隊が担当することになった（残りの2/3回はよんきびう隊が担当）。時間がない場合は、歌わずに並び替えだけ実施される。
げつげつたぬき団
2016年4月25日放送分で初登場。大抵は毎週月曜日のエンドカードに登場するが、ワンコーナーとして放送される事もある。なお、「日めくりアニメ」で行う場合は「日めくりタヌキ」に改名される。
3匹の狸の名前は2017年11月13日に明らかになった（向かって左から、げつ山げつ太、藪の中ちょく進、たぬ山たぬ平）。
ネズミのネズっち チューズデーなぞかけ
2017年度から毎週火曜日に放送。ネズミのネズっち（声 - ねづっち）が、なぞかけを披露する（アニメーションは堀岡光次が担当）。2019年3月に終了した。
朝めし前クイズ
2017年度から毎週水曜日に放送。番組オープニングで1問出題。番組放送中がシンキングタイム扱いとされる。番組エンディングで正解発表。2023年度以降は不定期コーナー扱いで放送。
進め! 鵜よんびき団
2018年5月11日放送分で初登場した金曜日のオープニング。「鵜よんびき団」のそれぞれ「う」「よ」「ん」「び」「き」と書かれたプラカードを持った鵜4羽とウサギ1匹が行進するもの。前述した「よんきびう隊」や「びんようき隊」と内容はほぼ同じ。メンバーは、背が高い順に「き」「ん」「よ」「う」「び」と並ぶ。なお、初回放送日は長良川鵜飼い開きの日である。時間がない場合は、既に並び替えた状態からスタートする。「よんきびう隊」や「びんようき隊」とは違い、今のところ「おはようソング」内では彼らの持ち歌が披露されてない。
グーパー調査
全国各地にある、グーとパーでグループ分けするときのかけ声を紹介する。
朝の1ぷん ネコササイズ
インストラクターのニャンミカ（声 - アンミカ）と一緒に朝の眠たい体をほぐすコーナー。
エンドカード
おはようソング（あるいは直前のコーナーのBGM）をバックに7:00（放送終了時刻）を示す時計が表示され、通常は「0655が、7時をお知らせします。」（時間に余裕がある場合、再放送も含めこのフレーズの前にお知らせなどの内容の一言入る場合がある。なお、「メーメーメーがやって来た!!」が放送された場合は「0655が、ひつ時をお知らせします。」）のナレーションの後、ETVがEテレに変形するアニメーション（画面右下に0655のロゴマーク）で番組は終了する。Eテレ変化コールは複数の人物で行っており、『年越しをご一緒にスペシャル』もこちらのバージョンが使われる。(稀に小泉今日子のバージョンが使われる事もある。)
時計には秒針も表示されているが、地上デジタル放送では数秒のタイムラグが生じるため、正確な時刻表示ではない（2355のエンドカードも同様）。

### Eテレ 2355
オープニングアニメーション「2355氏、帰る」
番組キャラクターのサラリーマン・2355氏（「2355」の文字で描かれている）が帰宅する様子のアニメーションをバックに、細野晴臣の歌うテーマソング（作詞：うちのますみ、作曲：近藤研二）が流れる。
金曜日は「dog」の文字で描かれた犬と散歩する様子が描かれ、曲も他の曜日と異なる「2355氏、金曜の夜」が用いられる。
2015年度からは配色が変更されている（背景が薄黄色から濃青色、物体が黒線から白線。「2355氏、金曜の夜」は以前のまま）。
今日のトビー
トビハゼのトビーが一日を振り返るショートフィルム。
トビーのいる水槽を映したワンカットの映像の最後にトビーが再放送も含めその日にちなんだ一言をつぶやく（トビハゼという魚でしゃべれないため、つぶやきがテロップで表示される）。まれに同じ水槽に住むドカリー（ヤドカリ）、エビー（小型のエビ）、しま太郎・しま次郎（魚）などが登場する事がある。トビーは蟹座のA型である。
BGMは、月曜から水曜まではヨハネス・ブラームスの『ワルツ集 作品39』より第15番。金曜日はエンドカード内最後のコーナーとして放送され、BGMも「明日は土曜日...（中略） 夜更かししていい金曜日。」と歌う歌に変わる（テロップも一言だけで、エンドカードと一緒に出される）。
1 minute Gallery
番組が選んだ、はっとするような映像の紹介。
番組開始から、イギリスの現代美術集団『fa projects』のアーティストであるジョン・ウッド&ポール・ハリソンが過去に発表したパフォーマンスアートの映像が放送されている。基本的には30秒程度の映像が2本セットで放送され（映像1本のみの時もあり、このときはタイトルが「1/2 minute gallery」となる）、各映像の最後は“by John Wood and Paul Harrison”のテロップで締めくくられる。オープニングのBGMは「ポーン」という効果音。
2011年6月より、新たにアメリカのキネティック・アート作者であるアーサー・ガンソンの作品を放送開始。これに伴い、1 minute galleryのオープニングもウッド&ハリソンかガンソンの作品のどちらが流れるかがスイッチのアニメーションで決定される形式になった。これに伴い、オープニングのBGMは「ポーン」から「ウォーーン」という効果音に変わった。映像の最後は“Machines’by Arthur Ganson”のテロップで締めくくられる。
2012年度より、田中功起の作品を放送開始。映像の最後は“XXX by Koki Tanaka”（XXXは作品名）のテロップで締めくくられる。これによりスイッチのアニメーションに田中の枠が追加され、同時にゲストアーティストの枠が追加された。
2014年度にニック・ラメージの作品を追加。　映像の最後は“Machines by Nik Ramage”又は、“by Nik Ramage”のテロップで締めくくられる。　これによりアニメーションは、スイッチではなくウッド&ハリソンの時のアニメーションになり枠に入ったアーティストを放送する。
また、ゲストアーティストの作品が2014年4月21日に初めて放送された。記念すべき最初のゲストアーティストは韓国のアートプロジェクト「スピイシーズシリーズ」を作っているウォンビン・ヤン。映像の最後は“‘Species series’ by Wonbin Yang”のテロップで締めくくられる。
2015年度より、ペスの作品を放送開始。映像の最後は“BY PES”あるいは、作品名に“BY PES”のテロップで締めくくられる。これによりアニメーションは、工場の背景で近くの看板に表示したアーティストを放送する。　また、このアニメーションから「1 minute Gallery」と発音するようになり、BGMも変わった。
2015年5月21日より、ペ・ラングの作品を放送。映像の最後は“by PeLang”のテロップで締めくくられる
映像の最後のテロップが表示すると同時に発音される。2015年度より発音者が変わった。これにより「Machines by Nik Ramage」の発音が「by Nik Ramage」に変わった（Machinesのテロップはそのまま）。
2019年4月2日より、中路景暁の作品『Sequences/Consequences』を放送。映像の最後は“by Hiroaki Nakaji”のテロップで締めくくられる。
2022年度から、片岡純也＋岩竹理恵の作品を放送。映像の最後は“by JYUNYA TAKAOKA and RIE IWATAKE”のテロップで締めくくられる。
現在のアーティストはトーマス・シャッツ、ペ・ラング、ジモウン、中路景暁、片岡純也＋岩竹理恵。
1 minute galleryの内容がわかりにくいときは、直後に作品の楽しみ方を解説した「解説 by 2355」が放送される。
アニメーションのアーティストのタイトル名と映像の最後のテロップ名は英語表記。
Midnight Lab.
不定期で放送。実験映像を紹介する。解説がつく回もある。BGMは ”Love Me or Leave Me" (演奏: Teddy Wison & Lester Young)。
- Dancing Paper
- 先端は待っていた
- Floating Magnet
- Reposition Magnets
- 空中にモノを固定する方法

クローズアップ55
2015年度より開始、指人形のニュースキャスター・丸川シャーロット（時期に応じて服装が変化している）が2355の情報をピックアップして伝える。丸川シャーロットは、父がイギリス人、母が日本人のハーフ。不定期に0655でも放送された。丸川シャーロットが2016年3月末で番組を卒業する事を2016年3月24日放送分で発表。2016年度より父の住むイギリスに短期留学した為、2016年3月31日で終了。
2355今夜の一行目
主に読書週間に放送されるが、それ以外でも時々放送される。エンドカードの一つ前にナレーションが本の1行目（又は一段落）を読み上げる。音楽にはエリック・サティの『ジムノペディ第1番』など、いくつかの曲が使用されている。
『博士の愛した数式』や『夢十夜』など、主に小説が紹介されている。
エンドカード
おやすみソング（あるいは直前のコーナーのBGM）をバックに0:00（放送終了時刻）を示す時計が表示され、通常は「2355が、明日が来るのをお知らせします。」（月末の月跨ぎの回の再放送での通常の回でも同様にこのフレーズに差し替えられる。ただし、時間に余裕がある場合、再放送も含めこのフレーズの前にお知らせなど一言入る場合がある。なお、月末の月跨ぎの回の本放送の時は「もうすぐ、月が変わります。」（通常の回の再放送での月末の月跨ぎの回でも同様にこのフレーズに差し替えられる）、金曜日は「（『皆さんよい週末を。』もしくは『皆さん今週もありがとうございました。』）2355が、土曜日が来るのをお知らせします。」、金曜日が月末の時は「（『皆さんよい週末を。』もしくは『皆さん今週もありがとうございました。』または『今週も一週間お疲れ様でした。』）もうすぐ、月が変わります。」、毎年12月23日は「もうすぐ、クリスマスイブです。」、毎年12月30日は「2355が、大晦日が来るのをお知らせします。」、2019年4月30日放送分は「2355が、令和が始まるのをお知らせします。」）のナレーションの後、ETVがEテレに変形するアニメーション（画面右下に2355のロゴマーク）で番組は終了する。Eテレ変化コールは小泉今日子。(0655でも稀にこちらのバージョンが使われることもある)

#### 月曜ですがスペシャル
2016年8月29日以降の月曜日に放送される2355は「月曜ですがスペシャル」と題し、他の放送日では放送されないコーナーが放送される。コーナーは発明好きの市長が矢を射るシーンで始まり、矢が当たった部分のコーナーが放送される。
一人ナイツ
2016年度から月曜日に放送。内容はナイツのどちらか一人で漫才（塙ならボケ、土屋ならツッコミ）をする（漫才自体はコンビでやっているものと同じ）。ナイツがいつも通りの漫才をする「二人ナイツ」というのもある。2016年8月29日以降は「月曜ですがスペシャル」内の一部のコーナーとして放送される。2019年3月で終了した。
らくがきサンドウィッチマン
2019年度から「一人ナイツ」の後継コーナーとして放送。サンドウィッチマンの2人が楽屋で話をしながら書く落書きが画面に映し出される。
眠気をさそう話→ポカヨケ
2016年8月29日放送の「月曜ですがスペシャル」内の一部のコーナーとして初登場。以降「月曜ですがスペシャル」内の一部のコーナーとして放送される。2017年度からは「ポカヨケ」とタイトルを変更。
推しソング
当番組一押しの「おやすみソング」が放送される。
はみだし
この場合は、その他のコーナーが放送される。

#### 火曜日のコーナー
ヨルガヤ姉妹の今夜も眠れません
2021年9月28日放送分で初登場。2匹のピンクの羊「ヨルガヤ姉妹」（声・阿佐ヶ谷姉妹）が、雑学トークを交える。

#### 水曜日のコーナー
BAR仮説
2018年から放送。不定期コーナーで放送。バーの客にロッチ、マスター役に石澤典夫。特別篇としてバーの代わりに海の家（夏季）やロッチ・中岡の家（冬季）が舞台になる時もある。BGMは Cool Struttin'/Sonny Clark (前半)、Teenie's Blues/Oliver Nelson (後半)。
当初は毎週放送していたが、その後は不定期放送や休止していた期間もあった。2024年12月4日から再開。
- アルミホイルのウラオモテ間題
- コンビニサラダの残ったタマゴ問題
- コンビニゆでたまごの塩加減問題
- チョコレートの溝なぜある問題
- ティッシュ二枚重ね問題
- ビールの泡はなぜ消えない問題
- 角砂糖どうやってカチカチに固めんの問題
- 喫茶店の穴あき氷問題
- 魚のしょうゆ入れ注入問題
- 子持ち昆布のたまご問題
- 焼きプリンの“焼き”問題
- 冷凍アサリの殻なぜひらく問題

海の家仮説 (夏の派生コーナー)
- かき氷の容器ナミナミ問題
- マスクメロンのアミアミあり/なし問題

番外編こたつで仮説 (年越しスペシャル)
- れんこんの穴、なぜある問題
- 温泉の猿、体についたお湯どうしてる問題
- 金箔って食べて大丈夫？問題
- 餅のプクー、どうしてなる問題

#### 木曜日のコーナー
トビーの映画音楽の夕べ
フィルム・シンフォニック・オーケストラ、ロス・ロボス、マリリン・モンロー、渥美清など数々の映画音楽をトビーが紹介。そのままエンドカードになり、映画についての説明が行われる。

#### 夜ふかしFriday
2011年度から金曜日に放送される2355は「夜ふかしFriday」と題し、他の放送日では放送されないコーナーで構成される（以前は翌日が祝日の場合、金曜日以外でも放送する時があった）。
夜ふかしワークショップ
爆笑問題の2人が身の回りにある「不思議」について考える。出演は田中裕二、ナレーションは太田光。通常放送時のBGMはセロニアス・モンク演奏の「I'm Confessin'」、特番等で放送される際のBGMは同じくモンク演奏の「Dinah」。2011年度・2012年度は一部の回を除き「ねこのうた」もしくは「犬のうた」の放送日には放送されなかった。初期は短かったが、途中から時間が長くなり、現在では2355金曜アニメと同時に放送することが少なくなっている。
特集等で0655にて放送する場合には「朝勉ワークショップ」のタイトルで放送される。
2355金曜アニメ
毎週金曜日にのみ放送されるショートアニメーション。下記のいずれかが放送される。どちらを放送するかは冒頭に矢を射るネズミのアニメーションで決定される。 ごくまれにネズミが的を外す「はずれ」が発生することがあり（2011年7月8日が初出）このときはいずれも放送されない。これよりもごくまれに、的の境界線に当たる事がある（この時は境界線の横にあたるアニメーションが両方とも放送される）。また、「トビなぞ」の放送日も放送されない（矢を射るアニメーションはあっても、必ずはずれである）。なお、2012年12月24日では、「2355クリスマスアニメ」と称した特別篇が放送された。2013年度からは「ねこのうた」もしくは「犬のうた」の放送日は放送されなくなった。現在は夜ふかしワークショップが長くなった事により、日めくりアニメの方が優先された為、放送されることが稀になった。
- ぐだぐだアニメ - ロシアのアニメーション作家 アレクセイ・アレクセイエフ (Alexey Alekseev) の短編アニメーション「Log Jam」(KJFG) を放送。木の枝でベースを奏でる熊、切り株をドラムセットにするウサギ、熊とウサギに合わせて吠える狼の三匹の動物を中心に描く。たまにこのぐだぐだアニメだけを放送する場合があり、その場合の的は全て「ぐだぐだアニメ」になる（「短ア」の枠は、「ぐア」となる）。
- 実験アニメ - 実写映像に線画を重ねたものなど、実験的要素の強いアニメーション。近年は他のアニメを放送されることが多くなり、このアニメが放送されることが少なくなった。
- 短アニメ - ナレーションは「みじかにめ」と発音されている。数十秒の短編アニメ。当初は準備されていなかったが、ネズミが矢を射て放送するアニメを決める的に、「ぐだぐだアニメ」と「実験アニメ」の間に「短ア」と書かれた小さなスペースが登場し、ここに矢が当たった場合に放送される。
- すったもんだアニメ -2012年度から登場。 イギリスのアニメーション作家サイモン・トフィールド (Simon Tofield) がYouTube上で発表した短編アニメーション「Simon's Cat」を放送。冒頭に流れる独自の日本語テーマソングもある。サイモンと一緒に暮らす、ちょっといじわる好きでかわいい猫を中心に描かれている。最後のクレジット表記については基本的にオリジナルのままだが、2014年以降制作の作品ではYouTube版でのテロップを再構成している。2015年度からは火曜日の「2355」がねこの日（猫入りチューズデー）になった事により、火曜日に放送されている。

### おはようソング・おやすみソング
これまで放送された0655「おはようソング」、2355「おやすみソング」の内容。一部の曲を除いて映像内に歌詞テロップが表示されるが、一部の曲は放送開始後しばらくしてから歌詞テロップが追加されている。(読みがなが付くこともある)
また、2014年に0655と2355で行われた人気投票ランキングについても記載する。投稿の対象がない物は総合とし、子供は10歳以下を指す。なお0655と2355の都道府県別（海外含む）ランキングについては記載していない。
- 忘れもの撲滅委員会（作詞：佐藤雅彦、内野真澄、作曲：近藤研二（栗コーダーカルテット）、歌：蛍原徹（雨上がり決死隊）、松尾陽介（ザブングル）、土屋伸之（ナイツ））
2010年度最初の歌。歌詞が会社員の出勤時の忘れ物リストになっているグループ・サウンズ調の曲。
通常は1番または2番のみで歌われるが、1番と2番をつないだ「フルバージョン」が放送されることもある。
「おはようソング」として放送されない日には本曲のAメロのみの「超・短縮版」が放送されることがある。さらに、これをテンポアップした「超超・短縮版」もある。
0655の人気投票ランキングでは9位だった。

- Factory of dream（夢を作る工場）（原曲：I don't want to play in your yard（作詞：Philip Wingate、作曲：Henry W. Petrie）、歌：ペギー・リー）
2010年度最初の歌。夢（「D」「R」「E」「A」「M」）を製造・加工する工場があり、加工された文字が順番に並べられ、彩色されて箱に詰められる自動製造過程のアニメーションに曲がかかる。完成した「DREAM」は、各国の言葉で「おやすみなさい」と書かれた箱に包装される。アニメーション制作は佐藤雅彦、石川将也、山本晃士ロバート、安本匡佑。
2355の人気投票ランキングでは1位（男性編では3位、女性編では1位）だった。

- 三日月ストレッチ（作詞：内野真澄、作曲：近藤研二、歌：小泉今日子）
お休み前にベッドの上でできるストレッチ（監修：柳生直子）。最後は「よい眠りを。」の字幕で締めくくる。アニメーション制作は堀岡光次。
「背すじのばし」篇と「腰ほぐし」篇がある（両者で動きが異なる）。
2355の人気投票ランキングでは圏外だった。

- のりこえるの歌（作詞：佐藤雅彦、内野真澄、作曲：YO-KING、歌：真心ブラザーズ）
永迫志乃の描く「狸原係長」のアニメーションをバックに放送されたバラードナンバー。「希望篇」「街角篇」「築地市場篇」「お食事処篇」「重量級篇」などがあり、歌詞やアニメーションが一部変更されたり追加されている。
「街角篇」「築地市場編」「お食事処編」「重量級篇」は2コーラス目から「最近あったあなたにとっていちばん大きな出来事はなんですか？」の質問に対して、一般の人が答えをテロップに書いて持つ実写の映像が差し込まれている。アニメに戻ると「みんな、いろいろあったのですね」という締めで3コーラス目に入り、最後のテロップも「明日がいい日でありますように」になっている。
0655の人気投票ランキングでは14位、2355の人気投票ランキングは2位（男性編では2位、女性編では3位）だった。

- うちへ帰ろう（作詞：内野真澄、植田美緒、作曲：近藤研二、歌：小泉今日子）
トビーの映像に合わせて音楽が流れる。最後は「おやすみ、トビー。」の字幕で締めくくる。タイトルデザインは貝塚智子、監修は佐藤雅彦。
2355の人気投票ランキングでは9位（男性編では7位、女性編では9位）だった。

- アルデンテの唄（作詞・作曲：佐藤雅彦、編曲：堀江由朗、歌：内野真澄、加藤秀人）
曰く「パスタをゆでるときに歌うと便利な歌」（この曲を15回繰り返して歌うとアルデンテ、柔らかめが好きな人は16回繰り返して歌うとよい、という）。1998年に講談社から発売された佐藤雅彦の超短編集「クリック」に掲載されている作品中のひとつであり、番組オリジナルではない。
当初は2本のパスタが二組でステップを踏む様子が表現されているストップモーション・アニメーションが使用されていたが、途中からは二人の女性（タラ・ペルセ、リアラ・ソロツカ）が実際にステップを踏むVTR（「ステップバージョン」「長ぐつでステップ編」など）が放送されている。リアラは現在、「toi toi toi‼」にも出演している。
0655の人気投票ランキングでは圏外だった。

- 朝が来た!フルバージョン（日本語詞：佐藤雅彦、原曲：Soul Captives/ボブ・マーリー、歌：真心ブラザーズ）
うえ田みおのアニメーションに乗せた0655オープニング曲のフルバージョン。これが放送されるときは、オープニングが大幅に短縮される。
2010年9月22日に真心ブラザーズの配信限定シングルとして発売されている。
0655の人気投票ランキングでは6位（子供編では8位）だった。

- 眠れねこねこ（作詞：内野真澄、作曲・歌：近藤研二）
テーマは「地球上のすべての猫へ」。猫が眠る、または眠りかける映像が次々に流れる。歌詞の内容は猫のためのおやすみソングになっている。最後は「よい夢を。」の字幕で締めくくる。登場する猫の違いで「Vol.5」までが製作されている(歌詞も異なる)。
2355の人気投票ランキングでは4位（男性編では9位、女性編では4位）だった。

- がんばれweekday（作詞：貝塚智子、作曲：近藤研二、歌：tomoko）
蒼井優の演じる、一人暮らしのOLの様子を撮影したスチール映像（撮影：新居明子）をバックに放送される。月よう日篇、火よう日篇、水よう日篇、木よう日篇の4パターンが放送当日の曜日に対応して放送され、最後に蒼井の挨拶で締めくくる。初出が金曜日の放送がなかった2010年度であったため、金よう日篇は存在しない。
全てのバージョンを繋いだフルバージョンがあり、これには歌詞の字幕と、間奏部に蒼井が街を歩く動画が追加されている。スペシャル以外で放送されるときはほかのコーナーが大幅にカットされる。
0655、2355の人気投票ランキングともに圏外だった。

- 2度寝注意報発令中！（作詞：0655・2355早起き推進本部、作曲：近藤研二、歌：蛍原徹、松尾陽介、土屋伸之）
「忘れもの撲滅委員会」同様、蛍原・松尾・土屋の3人が出演して歌う、二度寝防止の歌。
通常は1番または2番のみで歌われるが1番と2番をつないだ「フルバージョン」が放送されることもある。
上記のように、二度寝防止の歌の為、原則として寒い時期（冬）にしか放送されない。
最後のセリフは、「ちゃんと起きろよ」（蛍原）、「二度寝するなよ」（松尾）、「三度寝はもっとだめだぞ」（土屋）である。また、クリスマス直前放送時の最後のセリフは、3人が「メリークリスマス」と言って締める。
0655の人気投票ランキングでは12位だった。

- これを知ってるといばれるの唄 （作詞：0655早起き推進本部、作曲：栗原正己、歌：松本素生（GOING UNDER GROUND）：首都編、難読漢字編 / 石澤智幸（テツandトモ）：時事・経済用語編、間違えやすい日本語編、海外では通じない和製英語編）
2011年度最初の歌。「2355・0655 金曜日はじめますスペシャル」（後述）で先行放送された。アニメーション制作は堀岡光次。
  - 「首都編」は世界各国の国名と首都の組み合わせを覚えさせる歌。アニメーションには複数のバージョンがあり、穴埋め問題風のものや地図バージョン（背景に世界地図が現れ、歌で出てくる国名と首都名を示したもの）があるほか、穴埋め問題のアニメーションで首都名の部分だけカラオケになる「実力テスト」バージョンもある。
  - 「難読漢字編」は難読漢字（主に表外訓・熟字訓）の読みを覚えさせる歌。難読漢字が右から横スクロールし、ラインを超えるとルビが現れるアニメーションで放送される。難読漢字の熟語の意味を解説するバージョンもある。
  - 「時事・経済用語編」は、ニュースなどで登場する時事・経済用語（GDP、TPPなど）の略語から正式名称を覚えさせる歌。ほぼ毎回、2011年から「BRICs」に南アフリカが加わり5か国になって「BRICS」（最後が大文字）になったとの解説が入る。穴埋め問題のアニメーションで正式名称の部分だけカラオケになる「実力テスト」バージョンもある。
  - 「間違えやすい日本語編」は、漢字の書き間違い（「短刀直入」ではなく「単刀直入」など）や誤用の多い慣用句（「的を得た発言」ではなく「的を射た発言」など）を紹介する歌。花袋課長たちが、空手着を着て登場する。
  - 「海外では通じない和製英語編」は、一見英語と思われる和製英語を正しい英語（コンセントは英語で「outlet」など）で紹介する歌。正しい英語には発音つき。穴埋め問題のアニメーションで正しい英語部分だけカラオケになる「実力テスト」バージョンもある。

歌とアニメーションの大半は各バージョンとも共通で、ウサギのキャラクター「ブサ山飛び助」と物知りの課長「花袋課長」が登場する。時事・経済用語編では、花袋課長の娘「花袋ハナ」が登場。海外では通じない和製英語編では、花袋課長の同僚（名前は不明）が登場する。
「おはようソング」としてはやや長めの歌のため、この歌が流れるときはオープニングの「朝が来た!」が前半でフェードアウトする。
現在、この歌を放送する時は、最初に矢が的を射るシーン（当たった場所の編が放送される）がある。
0655、2355の人気投票ランキングともに圏外だった。

- La Madrague（作詞：Riviere Jean Max、作曲：Bourgeois Gerard Robert Edouar、歌：ブリジット・バルドー）
楽曲は1962年にブリジット・バルドーが発表したシャンソン（邦題：ふたりの夏にさようなら）。これにコンパスが円を描くアニメーションが合わさる。
2355の人気投票ランキングでは19位だった。

- ballet rotoscope
モーションコントロール・リモートヘッドを用いて、バレリーナ（浦邉玖莉夢）の動きを線で表現するというCG合成映像。
番組オリジナルではなく、ユーフラテスが2011年3月に予定されていた経済産業省・映像産業振興機構主催のイベント「コフェスタPAO」向けに製作した作品。「rotoscope」は元々アニメーションの技法の一つだが、これを発展させた、新しい表現方法として確立させたもの。
伴奏曲はアドルフ・アダンのバレエ音楽『海賊』第2幕より。ピアノ演奏は小川恵生。
2355の人気投票ランキングでは圏外だった。

- 小さな恋の物語（作詞：佐藤雅彦、うちのますみ、作曲：近藤研二、歌：笹倉慎介）
アコースティック・ギターの伴奏で歌われるラブソング。「その1 / 2匹の小魚」（出典は近藤雅彦 著『プチ哲学』）、「その2 / たまごとミルクパン」、「その3 / 数字の恋の物語 -奇数の国・偶数の国-」の3バージョンがあり、歌詞に合わせた映像がバックに流れる。
0655の人気投票ランキングではその1・その2が圏外、その3が19位、2355の人気投票ランキングではその1が圏外、その2が20位でその3が12位（女性編では10位）だった。

- 進め! よんきびう隊の歌（作詞・作曲：堀江由朗・うちのますみ・佐藤雅彦、歌：よんきびう混声合唱団）
『進め! よんきびう隊』の行進のBGMに歌詞をつけたもので、放送開始時には「テンションの低さが魅力です」と称していた。歌う「よんきびう混声合唱団」とは、よんきびう隊の5匹の動物（カブトむし五郎、草野カメヒト、ペン田銀三、カピバラねず実、鹿野つのお）のこと。
アニメーションでの並べ代わりは「う」「ば」「ろ」「ん」「が」→涙もろい順に並べ!→「がんばろう（頑張ろう）」となっている。
0655の人気投票ランキングでは2位（子供編では5位）、2355の人気投票ランキングでは8位（男性編では5位、女性編では8位）だった。

- 夏だ! チーム・カブトムシの歌（作詞・作曲：堀江由朗・うちのますみ・佐藤雅彦、歌：カブトムシ選抜合唱団）
よんきびう隊の一員であるカブトむし五郎が率いるチーム・カブトムシ（くぬぎカブ太郎、木の下かぶ夫、くぬぎブト三、切り株トムシロウ）による夏限定のおはようソング。
よんきびう隊、びんようき隊と同じくプラカードを持って登場することもあり、「う」「の」「き」「ろ」「り」→角の長い順に並べ!→「のりきろう（乗り切ろう）」となる。2012年の7月に放送された夏を「うのきろり」スペシャルはここから来ている。
0655の人気投票ランキングでは5位（子供編では4位）、2355の人気投票ランキングでは圏外だった。

- toi toi toi!（作詞：うちのますみ・佐藤雅彦、作曲：近藤研二、歌：デーモン閣下）
タイトルはドイツの幸運を呼ぶ小さなおまじないとのこと。
リアラ・ソロツカ、エレーナ・ドノヴァンらの登場する実写映像（一部アニメーション）が流れる。曲の後半にデーモン閣下の歌唱シーンが登場するバージョンもある。「くもりのち晴れ編」では、天気予報にちなんで気象予報士の平井信行が登場する。
0655の人気投票ランキングでは1位（子供編では7位）、2355の人気投票ランキングでは7位（男性編と女性編ともに6位）だった。

- あくびが出るよ（作詞：植田美緒、作曲・歌：近藤研二）
様々な動物（人間の赤ちゃんを含む）があくびする様子をつないだ映像。「今日のトビー」のトビーも出演。
2355の人気投票ランキングでは15位だった。

- レタスレタス（作詞・作曲：うちのますみ・堀江由朗・佐藤雅彦、歌：木村カエラ）
2012年度最初の歌。レタスの様々な食べ方を紹介する歌。
「木村カエル」というカエルのパペットがiPadを使ってページをめくりながら進めるバージョンもある。11月からは「その2」が放送され、木村カエルの弟子「リットル」も登場する。
0655の人気投票ランキングでは11位（子供編では10位）だった。

- 顕微鏡で覗く世界（作詞：うちのますみ・佐藤匡・佐藤雅彦、作曲：近藤研二、歌：笹倉慎介）
2012年度最初の歌。NHKのミニ番組『ミクロワールド』で放送された微生物などの拡大映像がバックに流れる。
これまでに「ミカヅキモ編」、「ボルボックス編」、「プルテウス編」が放送された。
0655の人気投票ランキングでは圏外、2355の人気投票ランキングではミカヅキモ編が17位、ボルボックス編が5位（女性編では2位）、プルテウス編が圏外だった。

- アマモリズム（作詞・作曲：堀江由朗・うちのますみ・佐藤雅彦、歌：木村カエラ）
雨漏りによる水滴がさまざまなものに当たって奏でられるリズムと、中盤ラジオから流れる楽曲が重なる。
0655の人気投票ランキングでは圏外、2355の人気投票ランキングでは16位だった。

- 電車で化粧はやめなはれ（作詞：0655早起き推進本部、作曲：近藤研二、歌：小杉竜一、吉田敬（ブラックマヨネーズ））
文字通り、「電車内で化粧をする女性」のマナーについて歌った歌。2012年7月放送の特番「夏をうのきろりスペシャル」で先行放送された。
出演はブラックマヨネーズの他、いとうあさこ、椿鬼奴、田中幸太朗など。監督は映画監督の月川翔。
ブラックマヨネーズはおばあさんの格好をしている為か、番組内でお年寄りに席を譲る広告にも登場している。
0655の人気投票ランキングでは4位（子供編では2位）だった。

- つぼ押しの唄（作詞：うえたみお、作曲：近藤研二、歌：伊東ゆかり）
手の周囲にある、全身の疲労回復やリラックスに効くつぼ（経穴）を紹介しつつ、リラクゼーションを与える曲。
2355の人気投票ランキングでは圏外だった。

- 干支ソング
2013年より始まったその年の干支にちなんだシリーズ。12月31日に放送される「年越しをご一緒にスペシャル」で年明け後に発表されるのが恒例となっている。干支の年以外でもまれに放送されることがある。巳年の2013年に始まり、辰年の2024年でコンプリートし、2025年からは2周目に突入した。[注釈 13]一部の曲を除いて新年に関する文言が歌詞に含まれている為、年末年始以外のシーズンに放送するときは歌詞やタイトルが一部変更される事がある。
  - きたー! チームにょろにょろのうた（作詞・作曲：堀江由朗・内野真澄・佐藤雅彦、歌：にょろにょろ合唱団2013）
にょろにょろした長い体で、曲中「へ」「び」「ど」「し」や「み」「ど」「し」や「2」「0」「1」「3」など干支「巳」を表現。歌の最後には脱皮した後の抜け殻を使って「ダッピー！New Year」と新年の挨拶をのべた。[注釈 14]
0655の人気投票ランキングでは8位（子供編では6位）だった。
  - 走れ!ウマダウマジロウ(作詞・作曲：堀江由朗・うちのますみ・佐藤雅彦、歌:100万馬力合唱団2014、アニメーション：永迫志乃)
ソチオリンピック時にも歌詞を変えた物が流れ、ウマダウマジロウがオリンピックの競技(フィギュアスケート、スキージャンプ、カーリング)をする。FIFAワールドカップ時にも歌詞を変えた物が流れ、ウマダウマジロウがサッカーの技(スーパーセーブ、ゴール)をする。
曲中に、「にんじん先生」と「かいば桶三郎」も登場する。
0655の人気投票ランキングでは7位（子供編では3位）だった。
  - メーメーメーがやって来た!!（歌：豆曲トリオ（豊田真之、中村太紀、和久井幸一）＋メーメーメー合唱団、作詞・作曲：堀江由朗、うちのますみ、佐藤雅彦、アニメーション：永迫志乃）
羊にまつわる話（漢字の由来や生態など）やダジャレで構成されている。2015年2月9日からは2番が登場した。
これが放送された日はエンドカードの背景が羊になることがある。また、0655の場合「7時」が「ひつ時」に変わることがある。最後の時報もそれに合わせて羊が鳴く。
  - 喜多喜多（きたきた）！さるさるどしー！（作詞・作曲：堀江由朗・うちのますみ・佐藤雅彦、歌：川の字トリオ（阿部舜・木村優作・菅原達郎）＋さるさる合唱団、アニメーション：堀岡光次）
  - 庭野トリ彦本日もケコケッコー!（作詞・作曲：堀江由朗・うちのますみ・佐藤雅彦、歌：川の字トリオ（阿部舜・木村優作・菅原達郎）、加藤秀人、アニメーション：永迫志乃）
2016年→17年の年越しをご一緒にスペシャルおよび1月の放送では「～今年もケコケッコー！」のタイトルで、歌詞が一部異なって放送された。2017年4月24日からは2番が登場した。
  - ポチが通ります （作詞・作曲：堀江由朗・うちのますみ・佐藤雅彦、歌：三山ひろし、コーラス：川の字トリオ＋とのつく合唱団、アニメーション：村本咲、絵：うちのますみ）
黒いぶち模様がある飼い犬「ポチ」が登場する。
  - オレ、いのししだし！（作詞：貝塚智子・うえ田みお、作曲：堀江由朗、歌：ブラザートム、アニメーション：堀岡光次）
レゲエ調の曲で、十二支を決める競走で猪が最下位になったいきさつが歌われる。
  - みんな集まれ！！2020ねずみ年新年会（作詞：うえ田みお・貝塚智子、作曲：堀江由朗、歌：チュー吉合唱団、アニメーション：飯田千里）
  - うしうしソング（作詞：うえ田みお・貝塚智子、作曲：堀江由朗、歌：ジャングルポケット、アニメーション：永迫志乃）
干支ソングで唯一、実写映像がメインとなっている（撮影地：朝霧高原）。2021年4月19日からは「もぐもぐバージョン」が、2021年6月21日からは「なるほどバージョン」が登場した。
  - トラ太郎&(と)トラッタラッタオーケストラ（作詞：貝塚智子・うえ田みお、作曲：堀江由朗、歌：堀江由朗+トラッタラッタ合唱団、ストリングス：藝大フィルハーモニア管弦楽団、パーカッション：早川千尋）[11][注釈 24]。
  - 勇者うさの大冒険（作詞：貝塚智子・うえ田みお、作曲：堀江由朗、歌：おいでやすこが、キャラクターデザイン：Zennyan、プログラミング：薄羽涼彌  ）
ファミコン風のドット絵アニメーション[注釈 25]。勇者うさ(USA)の名前にちなみ、途中にスーパーマリオUSAのように人参を引っこ抜く演出がある。2023年9月からは続篇「勇者うさの大冒険2」が登場した。
  - たつこたつ（作詞：貝塚智子・うえ田みお、作曲：堀江由朗、歌：柴田聡子、原画：うえ田みお、アニメーション：若井麻奈美）
この歌をもって干支が一周。2024年7月22日からは第2弾「たつまなつ」が登場した[注釈 27]。
  - DAPPI（作詞：貝塚智子・うえ田みお、作曲：堀江由朗、歌：大槻ケンヂ、原画：うえ田みお、アニメーション：若井麻奈美、監修：吉川夏彦（国立科学博物館動物研究部））
干支ソング2巡目最初の曲。この年（2025年）の干支・巳（ヘビ）に因んだヘヴィメタルナンバー。放送開始当初は曲冒頭の大槻によるシャウトは「干支ソング新章はヘビのメタルでいくぞ」だったが、正月期間が終わった後は「今日もキメていくぞ」に変更。歌詞も「去年の〜」→「昨日の〜」、ラストのシャウトも「DAPPY NEW YEAR 2025年」→「DAPPIしちゃいな」にそれぞれ変更されている。前作「たつこたつ」の登場人物（辰ひろし、柴田こーへい）も引き続き登場しており、干支ソング同士の世界観が繋がっている初の作品。尚、演奏しているバンドは「HEBIDETH」という名である。

- なんとなくちょっとハッピーステップ （作詞：うえ田みお、作曲：近藤研二、歌：杉山彦々、ナイツ）
2013年度最初の歌。なんとなくちょっとハッピーになるステップ（略して「なんちょピステップ」）を踏みながら前進する歌。
ふつうの小学生編（小学生の親子）、ガンバレ!部活動編（高校の男子バスケ部員・その3まである）、浅草の漫才師編（ナイツの2人・その3まである）の3バージョンがある。
0655の人気投票ランキングではふつうの小学生編が13位、ガンバレ!部活動編が20位、浅草の漫才師編が10位、2355の人気投票ランキングでは3バージョンとも圏外だった。

- 龍安寺の歌 （作詞・作曲：堀江由朗・うちのますみ・佐藤雅彦、編集：石川将也、歌：中川翔子）
2013年度最初の歌。京都市の龍安寺の観光スポットをゆったりと歌った歌。
0655の人気投票ランキングでは16位、2355の人気投票ランキングでは3位（男性編では1位、女性編では5位）だった。

- クランベリーの赤い実 （作詞・作曲：堀江由朗・うちのますみ・佐藤雅彦、映像編集：時田亜希夫、歌：松田幸一）
クランベリーの特徴について解説する歌。クランベリー独特の収穫方法も解説される。取材地はアメリカ合衆国マサチューセッツ州プリマス。
0655の人気投票ランキングでは18位、2355の人気投票ランキングでは圏外だった。

- プカプカたこ （作詞：佐藤雅彦・うちのますみ、作曲:近藤研二・うちのますみ、映像編集：石川将也、アニメーション：堀岡光次、歌：杉林恭雄）
『タコ』が付く名前の動植物やタコに関する雑学をタコがウクレレの伴奏に合わせてユルく紹介する歌。タコノマクラ編とタコノキ編とハワイ編とナヌカザメの卵（人魚の財布）編の4パターンある。
0655の人気投票ランキングでは17位、2355の人気投票ランキングでは11位（男性編では8位）だった。

- エラトステネスの篩 （作詞・作曲：堀江由朗・うちのますみ・佐藤雅彦、アニメーション：山本晃士ロバート、監修：佐藤雅彦・うちのますみ、歌：中尾ミエ）
素数を探すアルゴリズムであるエラトステネスの篩の2から100までの場合の解説をエキゾチックなアニメーションと音楽にのせて歌った歌。2013年7月15日放送「プカ夏スペシャル」で先行放送。
2355の人気投票ランキングでは13位だった。

- チョココロネをたべるのどっちから? （作詞・作曲：うちのますみ・佐藤雅彦・堀江由朗、歌:柴田聡子(柴田自身も出演する)、出演:田中裕二（爆笑問題）、ナイツ、石澤典夫、古谷敏郎他）
文字通り、チョココロネを頭（チョコが見える方）から食べるか、お尻（細い方）から食べるか(集計した結果、254票差でお尻からの方が多かった)について、いろいろな人の食べ方を歌った歌。この歌では、どちらを頭と呼ぶか（どちらをお尻と呼ぶか）についても歌っている。
0655の人気投票ランキングでは15位（子供編では9位）2355の人気投票ランキングでは圏外だった。

- Factory of tomorrow～明日を作る工場～（BGM:The Gold Wedding Ring（『Sea Shells』に収録） 歌：ペギー・リー）
「Factory of dream～夢を作る工場～」の続編。こちらは、「T」「O」「M」「R」「W」を作る。最後に包装される箱には、各国の言葉で、「よい一日でありますように」と書かれている。
2355の人気投票ランキングでは10位（男性編では10位）だった。

- うちのかぞく(歌・作曲：栗原正己、作詞：佐藤雅彦・うちのますみ)
番組で公募された、ある一家の写真を繋げて、大切な時間の流れが伝わってくるような映像にした物。

- みかんをむくのはどっちから?（作詞・作曲：うちのますみ・佐藤雅彦・堀江由朗、歌:柴田聡子、出演:田中裕二 （爆笑問題）、ナイツ他）
「チョココロネを食べるのどっちから」の続編。みかんをヘタの方から剥くか、底のへこんだ方から剥くかについて歌っている。
人気投票では0655・2355ともに圏外だった。

- 重箱の隅つつくの助(作詞：佐藤雅彦・うちのますみ、作曲：近藤研二、歌：レキシ)
2014年度最初の歌。小人が指示棒でテレビ画面の四隅を示しながら、そこにまつわる歌詞を歌う。0655と2355とでは放送時刻が異なる為歌詞が一部異なる。
重箱の隅つつくの助には、つつくだけでは満足せず重箱の隅をほじくる重箱の隅ほじくるの助（指示棒は指示棒の反対側でほじくる事ができるようになっている）と、2人の兄とは正反対に細かい事は気にしない重箱の隅気にしないの助（2人の兄と違い指示棒は持ってない）という弟がいる。
0655の人気投票ランキングでは3位（子供編では1位）、2355の人気投票ランキングでは6位（男性編では4位、女性編では7位）だった。

- ディオファントスの一生(作詞・映像制作：貝塚智子、作曲：堀江由朗・うちのますみ・佐藤雅彦、歌：狩人)
2014年度最初の歌。「代数学の父」と呼ばれるディオファントスにまつわる伝承、「ディオファントスの墓碑銘」と、その解法を紹介する歌。
2355の人気投票ランキングでは14位だった。

- 小石川植物園に行ってみました(作詞：うちのますみ・佐藤雅彦、作曲・歌：近藤研二)
小石川植物園の展示内容を紹介する穏やかな内容のフォークソング。
0655の人気投票ランキングでは圏外、2355の人気投票ランキングでは18位だった。

- きょうの選択(出演・又吉直樹（ピース）、歌・HARCO、作詞・貝塚智子、作曲・近藤研二、監督・伊藤丈紘）
「1日は選択で出来ている」という内容の、ゆったりとしたポップな歌。又吉が朝起きた所から二択の選択を続ける様子を選択肢の樹状図を時々表示しながら放送する。その映像の内容は複数のパターンがある。
2014年夏の「0655・2355 どうしても こまかい所が気になります スペシャル!」で先行放送された。

- 気にしないの助音頭(歌：近代史ケンジ、作詞：うちのますみ・佐藤雅彦、作曲：近藤研二)
重箱の隅つつくの助の弟「気にしないの助」のテーマソング。

- 放物線のうた(作詞・映像製作：石川将也、作曲：近藤研二、歌：大橋トリオ)
放物線についての解説を歌った静かでゆったりとした歌。
映像の一部に慶應義塾大学 環境情報学部 佐藤雅彦研究室とベネッセ教育研究開発センターとの研究成果映像を使用。

- 素晴らしき哉、世界（歌：東京すばらしき合唱団、作詞・作曲：堀江由朗、うちのますみ、佐藤雅彦）
2015年度最初の歌。様々な常識外れの芸当の映像を紹介する歌。「アの界」（カエルアンコウ・ミナミハナイカ（コウイカ目））、「シの界」（シオマネキ・オオグチボヤ）、「身の界」（青森大学男子新体操部の試合演舞）、「深の界」（海上技術安全研究所の造波装置）[注釈 28]、「カの界」（キタホオジロガモ）、「スの界」（ユウレイガニ）が紹介された。2015年9月からは第2弾として「三の界」（オオイトヒキイワシ）、「ロの界」（古川機工株式会社のすくいあげ移載機）、「高の界」（送電線の点検作業）、「ゾの界」（リーフフィッシュ・ピラルクーの稚魚）が紹介された。2020年6月からは第3弾として「へきの界」（アイベックス）、「ふの界」（アマミホシゾラフグ）、「社の界」（シャカイハタオリ）、「Wの界」（ウォーターアノール・ミズグモ）が紹介された。

- 電車がきます （作詞：うちのますみ・佐藤雅彦、作曲：近藤研二、歌：竹中直人）
列車やバスの接近表示を鉄道のジョイント音のリズムに乗せ、落ち着いたポップで読み上げる。使用された題材は東京メトロ、東急、JR東日本、東京都交通局（都営地下鉄・都営バス・都電）、京成、東京モノレールと首都圏のものが大半だが、京都市営地下鉄（十条駅）、京都市営バス（京都駅烏丸口バスターミナル）、JR西日本（京都駅）、伊豆箱根鉄道（牧之郷駅）のものも取り上げられている[13]。
しかし現在、一部の接近表示が撤去され現存しないところや、接近表示の文言が変更されているところ（例えば都営地下鉄の場合「Train will arrive soon」→「Train coming」など）がある。

- あるヤドカリの唄（作詞・作曲：堀江由朗・うちのますみ・佐藤雅彦、歌：比嘉栄昇（BEGIN））
テンポが速い沖縄音楽にあわせてドカリーが、自分がトビーの水槽に連れてこられる前の昔を懐かしんでいる。映像は宮古島で撮影。通常バージョンの他に白保村の伝統的な歌い方で歌った『白保村バージョン』がある。

- 猫のふみふみ（作詞：うちのますみ、作曲：近藤研二、歌：杉林恭雄）
猫が見せる一連の「ふみふみ・グーパー」行動および舌をしまい忘れた時の動画などをいたずらした時の画像を織り交ぜながらの歌。なお、映像はホームページからも投稿を募集している。

- がんばるぞ!俺たちあきびん びんようき隊の歌（作詞・作曲：堀江由朗・うちのますみ・佐藤雅彦、歌：われもの合唱団）
びんようき隊が自分たちの身の上や、ガラス瓶についてのウンチクを金曜日の0655のオープニングの曲(びんようき隊のテーマ)に合わせて歌う[注釈 29]。

- それぞれの立場ソング（作詞：うえ田みお、作曲：近藤研二、映像編集：うえ田みお、歌：タカアンドトシ）
ピアノ（2355での一部ではギター）の和音に合わせて映像を何度も早戻ししてから再生（またはスロー）し、それに妄想が入った解説を行う歌。
これまでにダチョウの3兄弟編、相撲の稽古編（隠岐の海と碧山）、二匹の猫編、おいものリヤカー編、2匹のイグアナ編が放送された。

- Good Night Song（歌・作詞：naomi（naomi & goro、ギター・作曲：伊藤ゴロー（naomi & goro）、英訳：スティブ・サックス））
終電近い夜の電車の窓の映像。冒頭で「今夜は、終電近くの電車を見ながら、お別れしましょう。」のナレーションの後に歌が流れる。映像は2種類存在する。2018年度からは「電車の窓」いうタイトルに定着するようなった。

- さらば、○○（企画・作詞：うえ田みお、作曲：近藤研二、主演・監督：森博章、歌：ロス・プリモス）
2016年度最初の歌。「ご当地再発見! ソング」として、ムード歌謡スタイルで地名と同名の地物を紹介する楽曲。地名別に下記のバージョンがある。
2017年4月に「さらば高円寺」と「さらば八戸」の2曲について、ロス・プリモスの歌唱映像が主となる「オンステージバージョン」が追加された。
  - さらば高円寺 - 杉並区高円寺にある宿鳳山高円寺を紹介。美代子役として池澤あやかが出演。
  - さらば豊橋 - 愛知県豊橋（とよはし）市にある豊橋（とよばし）を紹介。里美役として柴田紗帆が出演。
  - さらば宝塚 - 兵庫県宝塚市にある宝の塚を紹介する。途中で映る宝塚歌劇のポスターは、花組「ME AND MY GIRL」のもの。2016年8月放送の特番「腑におちるスペシャル」で先行放送された。ユカリ役として今西彩が出演。
  - さらば八戸 - 青森県から岩手県にかけて点在する一戸から九戸について歌う。美雪役として春霞[注釈 30]が出演。
  - さらば下呂温泉 - 岐阜県下呂市にある上呂・中呂・下呂を紹介する。2017年12月31日の特番「年越しをご一緒にスペシャル」で先行放送された。めぐみ役として中川恵が出演。
  - さらばアムステルダム - オランダの憲法上の首都であるアムステルダムの地名の由来を紹介する。ロッテ役としてBibiが出演。

- 第2の人生（作詞：貝塚智子・うちのますみ、作曲：近藤研二、歌：山田稔明）
第2の人生に至るまでを歌う。

- 砂漠のトカゲ（作詞・作曲：堀江由朗・うちのますみ・佐藤雅彦、歌：デーモン閣下、コーラス：川の字トリオ（阿部舜・木村優作・菅原達郎））
地表温度が高いナミブ砂漠で足を交互に上げて冷ましながら生き抜くトカゲの映像が流れる。通常バージョンとフルパワーバージョンがあり、デーモン閣下の歌い方が異なる。

- そうとしかみえない（作詞：石川将也・うちのますみ、作曲・歌：近藤研二）
本来の姿から、一部分を隠すと頭の補正によって本来とは違う姿にしか見えなくなる曲。この曲が放送された日のエンドカードは一部分が隠されたものになることがある。

- だじゃれ DE 一週間（作詞：うえ田みお、作曲：近藤研二、歌：丸山もち男とダジャソング男声合唱団）
2017年度最初の歌。一週間のすべての曜日を駄洒落で歌った曲。歌の途中では視聴者からの駄洒落が紹介される。2018年には「ちょっとくるしいフランス語編」が放送された。同年12月31日『2355・0655 年越しをご一緒にスペシャル』では一年間を暦で紹介する「かなりくるしいだじゃれDE一年間」が放送された

- へんな気持ち（作詞・作曲：堀江由朗・うちのますみ・佐藤雅彦、作詞：山田一成、歌：浜崎貴司）
2017年度最初の歌。
アニメーションが「考えるカラス〜科学の考え方〜」（当番組とスタッフが類似している）の「デデニオン」に類似している（同一人物が担当しているかは不明）。

- 上野動物園準備中（作詞：貝塚智子・佐藤雅彦、作曲：近藤研二、歌：サンドウィッチマン）
開園前の上野動物園の様子を歌った曲。

- ちっちゃいミステリー（作詞：貝塚智子、作曲：貝塚智子・近藤研二、歌：どぶろっく）

- ℃のC（作詞・作曲：堀江由朗・うちのますみ・佐藤雅彦、映像制作：山本晃士ロバート、歌：狩人）
セルシウス温度を考案し、その単位（℃・ドシーと読む）に名を残したスウェーデンの学者「アンデルス・セルシウス」を紹介する歌。

- いぬあるあるある（作詞・作曲：堀江由朗・うちのますみ・佐藤雅彦、歌：とのつく合唱団（加藤秀人・山本晃士ロバート・米本弘史）、アニメーション：永迫志乃）
ねこあるあるあるの犬バージョン。犬ならではのあるあるを紹介した歌。

- うしあるあるある（作詞：うちのますみ・うえ田みお・貝塚智子、作曲：堀江由朗・うちのますみ・佐藤雅彦、歌：朝霧三姉妹、アニメーション：永迫志乃）
ねこあるあるあるの牛バージョン。

- こたえはいつも3!（作詞：貝塚智子、作曲：近藤研二、歌：安部勇磨（never young beach））
2018年度最初の歌。

- 尾道の渡し船（作詞：貝塚智子・佐藤匡、作曲：近藤研二、歌：安部勇磨（never young beach））
尾道水道を行きかう尾道渡船の様子を描いた歌。1〜5番があるが、発表順は1番→2番→4番→5番→3番。2018年→19年の「年越しをご一緒にスペシャル」では1・5・4番を繋げたSpecial Ver.が流された。また、4番は尾道水道の夜景で終わる為、特に2355ではその夜景のままエンドカードに入る事が多い。
撮影された福本渡船[注釈 31]は、設備の老朽化などの為2025年3月31日を以て廃止。同年2月にこの曲が放送された際、番組でもその旨がエンドカードでアナウンスされていた。

- すごい漢字 （作詞・作曲：堀江由朗・うちのますみ・佐藤雅彦、歌：土屋伸之、映像制作：石川将也）
2019年度最初の歌。

- 歩くの歌（企画・作詞・映像：石川将也、作曲：近藤研二、ロボット製作：吉田知史＋石川将也＋佐藤匡、歌：及川光博）

- リスがわたる（作詞：貝塚智子・堀江由朗、作曲：堀江由朗、歌：岩井勇気（ハライチ））
アニマルパスウェイ（樹上動物が道路を横断できるようにするための構造物）と、これを渡るリスを歌った曲。

- AはBでCになる（作詞・作曲：堀江由朗・うちのますみ・佐藤雅彦、歌：山田稔明）

- 錯視のなぞめき（作詞・作曲：堀江由朗・うちのますみ・佐藤雅彦、歌：川島明（麒麟）、映像制作：石川将也、監修：田谷修一郎（慶應義塾大学））
2020年度最初の歌。

- 球だから（作詞・作曲：佐藤雅彦・うちのますみ・堀江由朗、歌：笹倉慎介）

- 冬毛の歌（作詞：米本弘史、作曲：近藤研二、歌：ポニーのヒサミツと中川理沙）

- 声の主（監督・作詞：菅原達郎、作曲：近藤研二、歌：クノシンジ、出演：矢部太郎（カラテカ））
1番ではキジバト、2番ではシジュウカラ、3番ではヒヨドリ、4番ではハクセキレイの鳴き声を紹介する。

- ナナメ上音頭（作詞：うえ田みお、作曲：近藤研二、歌：U字工事、ナレーション：久保田祐佳、アニメーション：堀岡光次）
踊っているキャラクターは「ナゲッツ」。メンバーはケチャ、バーベ、田所マス夫である。

- アポロニウスの円（作詞：米本弘史、作曲：近藤研二、歌：笹倉慎介・tomoko、撮影協力：東京工業大学、監修：大佛俊泰（東京工業大学 教授））
「アポロニウスの円」の法則と、それを東京タワー、東京スカイツリーに当てはめたときに起こる奇跡を紹介した歌。0655では現時点で未放送。

- ある日小さな農場で（作詞、映像編集：貝塚智子、作曲：堀江由朗、歌：tomoko）
2022年度最初の歌。

- 忘れもの撲滅委員会 小学生用（作詞：佐藤雅彦、内野真澄、うえ田みお、作曲：近藤研二、歌：ロッチ（コカドケンタロウ、中岡創一））
上記「忘れもの撲滅委員会」の小学生バージョン。登場当初はミニコーナーとして放送されていたが、2022年10月におはようソングとして登場した。

- 糠に釘ソング（作詞・映像編集：米本弘史、作曲：堀江由朗、歌：阿佐ヶ谷姉妹（渡辺江里子、木村美穂）、イラスト・アニメーション：田中美妃、監修：時田昌瑞（ことわざ・いろはカルタ研究家））
「糠に釘」のように「全く無駄なこと（と歌詞にはあるが、違った意味合いのものもある）」を意味することわざ・慣用句が多数あることを紹介した歌。この歌では計13個のことわざ・慣用句が登場する。

- ISS通過中（作詞・映像：菅原達郎、作曲：近藤研二、歌：宗藤竜太）
2023年の自由研究55で初めて放送された。

- 雨の動物園（作詞：うえ田みお・貝塚智子、作曲：近藤研二、歌：サンドウィッチマン）
「上野動物園準備中」に続く動物園シリーズ第2弾。2025年6月23日には続編となるpart2が放送された。[14]

- 虫へんが通ります（作詞：佐藤雅彦・貝塚智子、作曲：栗原正己、映像制作：貝塚智子、監修：笹原宏之（早稲田大学 教授）、歌：桜井秀俊（真心ブラザーズ））

- 雨かんむりが通ります（作詞：佐藤雅彦・貝塚智子、作曲：栗原正己、映像制作：貝塚智子、監修：笹原宏之（早稲田大学 教授）、歌 : 桜井秀俊（真心ブラザーズ））
「虫へんが通ります」の続編。

- 金へんが通ります（作詞：佐藤雅彦・貝塚智子、作曲：栗原正己、映像制作：貝塚智子、監修：笹原宏之（早稲田大学 教授）、歌:桜井秀俊（真心ブラザーズ））
通りますシリーズの第3弾。

- 魅惑のヨルル（作詞・映像制作：貝塚智子、作曲：近藤研二、企画：貝塚智子・うえ田みお、歌：ヨルガヤ姉妹（阿佐ヶ谷姉妹））

- 道の終わりに〜Eigo de Michi Annai〜（作詞：うえ田みお・貝塚智子、作曲：近藤研二、英語監修：Tom Kain 、アニメーション：うえ田みお （映像「これがアメリカ西部だモニュメントバレー」ゲッティ / Shutterstock）、歌：丸山もち男＆Campbell J）

### 0655 ねこのうた・犬のうた
ねこのうたの2曲（『おれ、ねこ』『あたし、ねこ』）と、犬のうたの2曲（『わが輩は、犬』『わたし、犬、いぬ』）はそれぞれ基本的に同一曲である（歌詞がオス目線かメス目線かの違いのみ）。曲のキーは「犬のうた」ではオスとメスで別。いずれも歌詞の字幕は表示されない。ねこと犬以外のペットの場合は『うちには、こんなのがいます』が流れる。
- ねこのうた（『おれ、ねこ』『あたし、ねこ』）
作詞：貝塚智子、佐藤匡、作曲：貝塚智子、編曲：栗原正己、歌：松本素生（GOING UNDER GROUND） / 加藤千晶
- 犬のうた（『わが輩は、犬』『わたし、犬、いぬ』）
作詞：うちのますみ、作曲・編曲：栗原正己、歌：松本素生（GOING UNDER GROUND） / 加藤千晶
- うちには、こんなのがいます
作詞：うちのますみ、佐藤雅彦 、作曲：近藤研二、歌：杉山ひこひこ
- どうしてそんな名前ですのん？
歌：ロス・プリモス
2016年4月22日初放送。ペットにつけられたちょっと不思議な名前の由来について紹介する。

なお、特番での放送時などに熊倉一雄、木村カエラ、中尾ミエが歌うバージョンもある。2012年5月23日には「犬のうた」の歌詞違いの「カメのうた」（歌：熊倉一雄）が放送された。

## 特別週間
- 2014年7月28日～8月1日の週は、0655は「犬・ねこスペシャルweek」、2355は「理科・数学なるへそweek」と題して放送された（8月11日～15日、2015年3月16日～20日の週に再放送）。
  - 7月28日の0655は過去の「ネコデミー賞」・「イヌデミー賞」受賞者による作品紹介、2355は「2355ID 理科SELECTION」を放送。
  - 7月29日の0655は「犬の苦手なもの特集」、2355は「2355ID 数学SELECTION」を放送。
  - 7月30日の0655は「歌手いろいろ特集」、2355は「ミッドナイト・ラボ」の新作を放送。
  - 7月31日の0655は「おれ・あたしの寝床特集」、2355は「おやすみソング」の中から数学ソングを2本立てで放送。
  - 8月1日の0655は「飼い主と名コンビで賞」特集、2355は「夜ふかしワークショップ」の新作を放送。
- 2014年8月4日～8日の週は、「おはようソング」「おやすみソング」の人気投票ランキング結果発表週間（8月18日～22日、2015年3月23日～27日の週に再放送）。ランキングを発表するのは、「日めくりアニメ」（上述）にも登場する発明大好き市長さん。

## 特別番組
「0655」「2355」の特別番組がこれまで何度か放送されている。番組公式サイトのFAQでは、特別番組を「夏休みと、12月31日の年越しの時間帯」の年2回放送する、としている。2014年11月22日にはEテレセレクション枠で「こたつでどうぞスペシャル」「夏をうのきろりスペシャル」「金曜日はじめますスペシャル」の再放送が行われた。

### ねこねこ55
0655の姉妹番組として放送される。ネコのコンテンツだけで放送される10分番組。ネコが気まぐれなのと同様、放送日時も気まぐれに行われている（つまり不定期放送である）。番組のナレーションは稲塚が担当しているが、肩書はNHK(ねこエイチケー)の“いにゃつか”となっている。オープニングアニメーションのテーマソングはチャットモンチーが担当。
第1回 ブチの巻2017年6月11日 15:50 - 16:00
第2回 トラの巻2017年6月25日 16:50 - 17:00
第3回 ミケの巻2017年10月21日 16:10 - 16:20
第4回 ヒゲの巻2017年12月9日 16:30 - 16:40
第5回 クロの巻2018年7月9日 19:35 - 19:45
第6回 シロの巻2018年7月16日 19:35 - 19:45
第7回 タマの巻2018年11月10日 15:50 - 16:00
第8回 チョビの巻2018年11月18日 14:30 - 14:40
放送日時・時間は上記の通り気まぐれだが、初放送は主に金〜日祝日のEテレフリーゾーンで放送されることが多く、当番組の前後には猫のアニメ（「にゃんぼー!」、「ねこねこ日本史」等）が放送されることが多い。

#### 当番組オリジナルのコーナー
オープニングアニメーション
「ねこねこ55」のコール（「Eテレ0655」の0655鶏の嘶きと同じ要領）の後、チャットモンチーが歌うテーマソングで番組が開始する。
猫は見ていた
人間では当然の行動も、猫から見れば変な行動だということを実感させるコーナー。
キャットニュース55
指人形のNHK（ねこエイチケー、Nの所は猫のマークになっている）のニュースキャスター・中川翔子（苗字には「なかがわ」ではなく「にゃかがわ」とルビが書かれており、発音も「にゃかがわ」である）が猫の情報をピックアップして伝える。

#### 当番組オリジナルソング
- ねこあるあるある（作詞・作曲：堀江由朗・うちのますみ・佐藤雅彦、歌：ままごと姉妹（寺澤佑那・うえ田みお・貝塚智子））
猫ならではのあるあるを紹介した歌。
「Eテレ0655」の日めくりアニメ（金曜日・特別版を除く）でもカラオケ版が使用されている。また、「いぬあるあるある」でも同じメロディーが使用されている。
- 平井さんと猫（作詞：うえ田みお・米本弘史、作曲：近藤研二、歌：はなわ）
気象予報士・平井信行が気象解説の際に使用する棒の先に付いている、黒い玉の動きに反応してしまう、テレビの前の猫を歌った作品。

### 年越しをご一緒にスペシャル
2011年度の金曜日での放送開始に伴い（4月1日が放送初日）、2011年から毎年12月31日（大晦日）23:45→翌年1月1日（元日）0:10（2017年以降。ただし2011年から2015年は23:55 - 0:20、2016年は23:55 - 0:15に放送）に放送される、いわゆる「年越し番組」（総合テレビのゆく年くる年に相当する番組）として放送。番組タイトルは、2011年→12年のみが「0655・2355 年越しをご一緒にスペシャル」（0655が先）で、以降は「2355・0655 年越しをご一緒にスペシャル」（2355が先）で統一されている。普段は放送されない土日の場合でも必ず放送される。
尚、番組ロゴは初回（2011年→12年）から第7回（2017年→18年）までは、標縄飾りの中に明朝体で番組タイトルを書いたもので長らく統一されていたが、第8回（2018年→19年）から第11回（2021年→22年）までは2年おきに、第12回（2022年→23年）以降は回毎に変更されている。モチーフとなっているものはいずれも大晦日・正月関連の事物である。
内容は、2355のオープニング曲をバックに番組タイトルコール、カレンダーをめくるとカレンダーがなくなる一年最後の日めくりアニメ、今日のトビー（2017年→18年を除く。2012年→13年までと2018年→19年・2020年→21年・2023年→24年の回を除き、年跨ぎのカウントダウン直前に放送されている）、一年最後のおやすみソング（2017年→18年、2019年→20年を除き2020年→21年まで。年越し前に干支ソングのフル尺を流した回を含めれば2017年→18年と2021年→22年から2023年→24年を除く全ての回）、年またぎのカウントダウン（2355のエンドカードと「2355が新しい年が来るのをお知らせします。」のナレーション、ETVがEテレに変形するアニメーション）、年が明けて、その年の干支に因んだ映像、年の最初の日めくりアニメ（日付のない表紙のカレンダーをめくる。BGMは春の海（2016→17年はリヒャルト・シュトラウスの「ツァラトゥストラはかく語りき」、2022→23年は通常の「0655」と同じ））、新春たなくじ（太田光なども登場する新春バージョン）、「toi toi toi」特別バージョン（2014年→2015年まで）、「ねこのうた・犬のうた」スペシャルとして「ネコデミー賞」「イヌデミー賞」或いは「いぬねこ・オブ・ザ・イヤー」（「こたつでどうぞスペシャルの「かってにMVP」とほぼ同じ。2016→17年の年越しまで）の発表、干支にちなんだ「おはようソング・おやすみソング」新曲の発表（いわゆる「干支ソング」、2012年→13年以降）など。
- 2011年→12年の年越しは、カウントダウンの前に「Factory of dream」特別版、年明け後に「親戚の子どもにいばれる特集」と題して「これを知ってるといばれるの歌」の新作「間違えやすい日本語編」と、「夜ふかしワークショップ」2本、「トビなぞ」などを放送。この回から2017年→18年までの番組ロゴは標縄飾りであった。
- 2012年→13年の年越しは、カウントダウンの前に「のりこえるの歌」特別版、年明け後に「今年もにょろしくお願いします特集」と題して干支ソング「きたー！チーム・にょろにょろの歌」などを放送。
- 2013年→14年の年越しは、カウントダウンの前に小泉今日子が歌う「うちへ帰ろう」、年明け後に「あけましておめでとうござうます特集」と題して干支ソング「走れ！ウマダ・ウマジロウ」などを放送。
- 2014年→15年の年越しは、カウントダウンの前に「龍安寺のうた」、年明け後に「今年もよろSheepお願いします特集」と題して「夜更かしワークショップ」、干支ソング[注釈 41]「メーメーメーがやってきた！」などを放送。
- 2015年→16年の年越しは、カウントダウンの前に「Factory of tomorrow」、年明け後に「年越しをご一緒にスペサル」と題して「うちには、こんなのがいます」サル編（ゆりありくの“りく”が登場）、「どっちに金曜日を告げてほしいか投票」結果発表、干支ソング「喜多喜多!さるさるどしー!」などを放送。
- 2016年→17年の年越しは、年明け後に「あけましておめでトリスペシャル」と題して「いぬねこ・オブ・ザ・イヤー」、「爆笑問題ワークショップ」、干支ソング「庭野トリ彦今年もケコケッコー」などが放送された。2015年→16年までの年越しよりも5分短い0:15までの放送となった。尚、この回以降、年越し前のナレーションを石澤典夫が、年越しの挨拶以降のナレーションを0655担当アナウンサー（この回は伊藤雄彦）が担当している。[注釈 42]
- 2017年→18年の年越しは、カウントダウンの前に「上野動物園準備中」特別編、「さらば下呂温泉」、「一人ナイツ」が放送され、2013年から2017年までの干支ソングがメドレーで流れた後に、年明け後に「犬も歩けば福来たるスペシャル」と題して干支ソング「ポチが通ります」、「いぬあるあるある」などが放送された。この回の年越しより、2015年→16年までの年越しよりも10分早い23:45 - 0:10の放送となった。この回のみ番組ロゴ下に「酉年から戌年へ」と、旧年・新年の年号ではないサブタイトルが入った（番組表では反映されておらず、放送時のみ）。
- 2018年→19年の年越しは、カウントダウンの前に「いぬあるあるある」、2013年から2018年までの「干支ソングメドレー」、「だじゃれ DE 一年間」、「Bar仮説 特別版」、「尾道の渡し船」、年明け後に干支ソング「オレ、いのししだし!」などが放送された。この回と翌年の回のロゴは年越し蕎麦であった。また、この回から年越し前の進行役がつけられ、2020→21年の年越しまでBAR仮説の登場人物（ロッチ）が担当した。この回以降は「（旧年の西暦年号）→（新年の西暦年号）」というサブタイトルが番組ロゴ下に付けられるようになった。
- 2019年→20年の年越しは、カウントダウンの前に、「らくがきサンドウィッチマン」、「Bar仮説 特別版」、2019年の干支ソングの再放送、「トビー映画音楽の夕べ」特別篇、年明け後に干支ソング「みんなあつまれ!! 2020 ねずみ年 新年会」などが放送された。
- 2020年→21年の年越しは、カウントダウンの前に「らくがきサンドウィッチマン」、「こたつで仮説 ONLINE」、2013年から2020年までの干支ソングメドレー、2021年の祝日移動のお知らせ、「冬毛の歌」、年明け後に干支ソング「うしうしソング」、「うしあるあるある」などが放送された。この回と翌年の回のロゴは鏡餅であった。また、この回の年越しより、字幕放送が行われている。
- 2021年→22年の年越しは、カウントダウンの前に、「ヨルガヤ姉妹の今夜も眠れません」、2016年から2021年までの干支ソングメドレー、「こたつで仮説 ONLINE」、年明け後に干支ソング「トラ太郎とトラッタラッタオーケストラ」、2022年のおおまかな予定、「ナナメ上音頭〜フリソデエビ編〜」などが放送された。この回の年越しから2023年→24年まで、カウントダウンの前の進行役をヨルガヤ姉妹が担当した。
- 2022年→23年の年越しは、カウントダウンの前に「ヨルガヤ姉妹の今夜も眠れません」、2017年から2022年までの干支ソングメドレー、「Bar仮説 特別版」、年明け後に干支ソング「勇者うさの大冒険」、「福笑いネコササイズ」などが放送された。この回のロゴは門松であった。
- 2023年→24年の年越しは、カウントダウンの前に「ヨルガヤ姉妹の今夜も眠れません」、2013年から2023年までの干支ソングメドレー、「らくがきサンドウィッチマン」、年明け後に干支ソング「たつこたつ」、「新春ワークショップ」などが放送された。この回の年越しで、2012年→13年の年越しから続いてきた干支ソングプロジェクトにおいて、全ての干支がコンプリートとなった。また、この回のロゴはコマであった。
- 2024年→25年の年越しは、「ヨルガヤ姉妹の今夜も眠れません」、おやすみソング「魅惑のヨルル」、歴代干支ソングメドレーと「たつこたつ」、年明け後に干支ソング「DAPPI」、2013年干支ソングの登場キャラクターであった「チームにょろにょろ」による2025年の豆知識、「新春ワークショップ」などが放送された。また、この回のロゴは羽子板とコマであった。この回はカウントダウン前の進行はナレーターの石澤典夫が担当し、「たつこたつ」に登場する龍と蛸（辰ひろし、柴田こーへい）のアニメーション（BGMとSEのみで台詞はない）が流れた。

### その他のスペシャル
2355・0655 かなり傑作選
2010年7月19日（海の日）の9:00 - 9:25に放送された（同日の23:30 - 23:55に再放送）。
最初の特番。内容は、番組内容を紹介する映像（ポット、カップ、果物の前に顔を書いたセルを置きストップモーションで会話させるもの）と、「ねこのうた・犬のうた」雄・雌バージョン1本ずつの計4本、1 minute gallery、おはようソング「忘れもの撲滅委員会1番」、「アルデンテの唄」、2355ID、おやすみソング「のりこえるの歌 希望編」、「Factory Of Dream」、日めくりアニメ4編が放送された。
なお、この日は月曜日であり、通常の「0655」「2355」も放送されたが、特番本放送に引き続いて9:25からはこの日の「0655」が再放送された（NHK教育テレビの番組表HP上では「Eテレ0925」と紹介されていた）。また特番再放送から続ける形で、通常の「2355」も放送された。
2355・0655 こたつでどうぞスペシャル
2010年12月23日（天皇誕生日）の10:40 - 11:00に放送された（同日の23:30 - 23:50に再放送）。
「年越しをご一緒にスペシャル」の事実上の前身にあたる。内容は、2011年の目標を紹介する映像（「かなり傑作選」の番組紹介と同様の演出）と、2010年ねこのうた・犬のうたのMVPの発表、「ねこの写真、誠にありがとう」の歌（今まで放送されなかった猫を公開、歌：松本素生。2011年2月22日の0655の「ねこの日スペシャル」で再放送）、番組内容を紹介する映像と、これまでの放送のダイジェスト（1 minute gallery、おはようソング「忘れもの撲滅委員会1番」、2355ID、今日のトビー、おやすみソング「がんばれweekday スペシャルバージョン」）、日めくりアニメ（後日の再放送のみ日付差し替え）3本が放送された。なお、この日は木曜日であり、通常の「0655」 「2355」も放送されたが、特番再放送に引き続いて23:50からはこの日の「0655」が再放送され、それから続けて通常の「2355」も放送された。
2010年12月30日の22:35 - 22:55と2011年1月3日23:55 - 4日0:15にも再放送された（1月3日は総合テレビでの放送で日付をまたいで放送された）。
2355・0655 金曜日はじめますスペシャル
2011年3月20日（日曜日）の23:00 - 23:20に放送された。日曜日の放送で、「0655」「2355」の放送日以外に放送されるのはこれが初めて。
当初は同日16:40 - 17:00の放送を予定していたが東北地方太平洋沖地震などの影響で変更となった（レギュラー放送も3月14日から17日まで休止していた）。
内容は、「ねこのうた・犬のうた」（沖縄県のねこと、北海道の犬。いずれも再登場）、「犬の写真、誠にありがとう」の歌（今まで放送されなかった犬を公開、歌：松本素生）、日めくりアニメスペシャル、「夜ふかしFriday」のコーナー先行紹介、2355・0655IDセレクション、1 minute gallery 3本（内、1本に解説付き）、おはようソング「忘れもの撲滅委員会 2番」、おはようソングの新曲「これを知ってるといばれるの唄 首都編」が放送された。
古谷敏郎が新年度の0655担当に先立ってナレーションを担当した。
2011年3月26日の23:00 - 23:20にも再放送された。
2355・0655 デラックス
2011年8月20日（土曜日）の22:45 - 23:00に放送された。
内容は、“今までに最もデラックス”の「ねこのうた」、日めくりアニメ、「夜ふかしワークショップ」の新作、「ぐだぐだアニメ」の新作、「1 minute gallery」 ('Machines’by Arthur Ganson) 、「トビなぞ」、おはようソング「進め! よんきびう隊の歌」、おはようソングの新曲「toi toi toi!!」が放送された。
複数回にわたりEテレで再放送されている。再放送時に内容の一部変更があった。
2355・0655 夏をうのきろりスペシャル
2012年7月16日（海の日）23:55 - 7月17日0:20に放送。「うのきろり」は「のりきろう」のアナグラム。
内容は「犬のうた」「ねこのうた」プレミアム（木村カエラの歌う「ねこのうた」と中尾ミエが歌う「犬のうた」）、おはようソング新作『夏だ! チーム・カブトムシ』、「日めくりアニメ」奇天烈キャラクターベスト5、「すったもんだアニメ」ロングバージョン、9月放送予定のおはようソング新作『電車で化粧はやめなはれ』未完成バージョン、おやすみソング『顕微鏡で覗く世界（プルテウス編）』、夏をうのきろりワークショップ、など。
2355・0655 プカ夏スペシャル
2013年7月15日（海の日）23:55 - 7月16日0:20に放送。「プカ夏」はこの年に0655で放送された新曲「プカプカたこ」の「プカ」に「夏」を付けたネーミング。
内容は「ねこのうた」「犬のうた」の大賞発表、「日めくりアニメ」の「市長の発明集」、「ミッドナイトラボ」特別バージョン、『プカプカたこ』新作、「日めくりアニメ」間違い探し、9月放送予定のおやすみソング新作『エラトステネスの篩』、プカ夏ワークショップ、など。
2355・0655 どうしてもこまかい所が気になりますスペシャル
2014年7月27日（日曜日）1:30 - 1:50に放送。
今回の主役は、2014年4月からの「おはようソング」の「重箱の隅つつくの助」。
2355・0655 夏のこれなんだ！？スペシャル
2015年8月6日（木曜日）23:30 - 23:55に放送。
びんようき隊の青い蓋の広口瓶の正体（アメリカのマヨネーズ瓶）の正体が明かされたほか、秋に放送予定の『素晴らしき哉、世界』の「三の界」と「ロの界」の先行放送、『うちには、こんなのがいます』の紹介と投稿募集、Pe Langの作品紹介、日めくりアニメの『自由人トム』の特集、『ある、ヤドカリの歌』の白保村ver.の先行放送、「夜ふかしワークショップ」で「夏休みだよ！おもしろ実験工作」として「へんなタワー？」（フィングリッパー）が放送された。この後これに続ける形で通常の「2355」も放送された。
2355・0655 夏の腑（ふ）におちるスペシャル
2016年8月5日（金曜日）0:00 - 0:20に放送。
爆笑問題の「腑（ふ）におちるワークショップ」、新感覚エンターテインメント「一人ナイツ」のほか、恋に破れた男が地名の由来を発見する大人気「さらば シリーズ」の新作、犬ねこのうたのスピンオフ企画「どうしてそんな名前ですのん?」を放送した。直前に放送された「2355」に続ける形で放送した。
自由研究55
2017年度より毎年夏休みに放映。夏休みの自由研究のコツを伝える番組。
第1回 研究のツボ教えますスペシャル
第2回 気になってること検証せよ!スペシャル
第3回 そのモヤモヤ 実験で白黒つけよう!スペシャル
第4回 スマホ・タブレット大活用スペシャル2021年7月23日（スポーツの日）
第5回 自分で自分を自由研究スペシャル!2022年7月18日（海の日）9:00 - 9:25
第6回 自分的には大発見！なんです。スペシャル2023年7月16日 (日曜日)
第7回 初心者応援スペシャル!考える練習問題つき2024年7月21日 (日曜日)
2355特別編「ヨルガヤ55」
2023年9月19日（火曜日）～9月22日（金曜日）23:50 - 0:00に放送。
ヨルガヤ姉妹がほぼ全編で登場する特別編。外ロケ（第1夜・目黒でお寺巡り、第2夜・両国）やリモートインタビュー（第2夜）などで構成。この期間は通常の「2355」を休止した。

## 関連作品
- コラボレーキョン - 小泉今日子のベスト・アルバム（VICL-63711 / 2011年2月16日発売）。
  - 「三日月ストレッチ 背すじのばし編」、「うちへ帰ろう」、「三日月ストレッチ 腰ほぐし編」を収録。
  - 発売元はビクターエンタテインメント。
- Keep on traveling - 真心ブラザーズのオリジナル・アルバム（KSCL-2008 / 2012年4月25日発売）。
  - 「朝が来た!」、「のりこえるの歌」を収録。
  - 発売元はキューンレコード。
- おれ、ねこBOOK - 初の番組公式DVDブック（ISBN 9784094803204 / 2013年3月20日発売）。
  - オールカラーの写真集とDVDで構成。DVDには「ねこのうた」コーナーに出演した22匹のネコをはじめ、「日めくりアニメ・ねこSelection」や、「眠れねこねこ」などを収録。
  - 写真集とDVDを合わせると、合計で62匹のネコが登場する。
  - 発売は小学館。
- 2355/0655 ソングBest! - 番組初のベスト・アルバム（COCX-38178 / 2013年8月21日発売）。
  - 「0655」のオープニングテーマ曲「朝が来た!」、「おはようソング」、「おやすみソング」や「ねこのうた」、「いぬのうた」など、全30曲を収録。
  - 発売元は日本コロムビア。
- Portable Tunes 2 -for kids&family- - HARCOのオリジナル・アルバム（UVCA-3026 / 2015年6月3日発売）。
  - 「きょうの選択」を収録。
- 0655/2355 ソングBest! 明日がくるのをお知らせします - 番組のベスト・アルバム第2弾（COZX-1132→3 / 2016年1月27日発売）。
  - 前作未収録の「おはようソング」、「おやすみソング」などを中心に、前作発売後以降の新曲を含む全28曲を収録。
  - 特典DVDとして、トビーの選ぶおやすみソング「トビーセレクション」が付属している。
  - 発売元は日本コロムビア。
- うただま - デーモン閣下のオリジナル・アルバム（BVCL-846 / 2017年11月8日発売）。
  - 「砂漠のトカゲ」を収録。
  - 発売元はアリオラジャパン。

## 放送休止
- 年末年始の特別番組編成となる毎年12月31日から翌年1月3日までの間は、通常の「0655」「2355」が休止となり、2011年から毎年12月31日の深夜に「年越しをご一緒にスペシャル」が放送される。
  - 2013年は特別番組編成期間が12月30日からとなったため、同日も放送休止となった[注釈 45][注釈 46]。
- 2011年3月14日から3月17日までの週は、東北地方太平洋沖地震の安否情報を放送する影響でレギュラー放送が休止された（「0655」「2355」共に休止）。
- 2011年4月7日は、当日夜遅くに発生した宮城県沖を震源とする宮城県で最大震度6強の地震(宮城県沖地震)(東北地方太平洋沖地震の大規模な余震)とその地震で宮城県に発令された津波警報発令に伴う緊急報道・緊急警報放送のため「2355」が放送休止、「0655」だけ放送された。
- 2012年8月7日は、ロンドンオリンピック競技中継のため「2355」が放送休止、「0655」だけ放送された。
- 2012年8月30日は、ロンドンパラリンピック開会式中継のため「0655」が放送休止、「2355」だけ放送された。
- 2014年6月16日は、2014 FIFAワールドカップ1次リーグ・グループF「アルゼンチン対ボスニア・ヘルツェゴビナ」戦中継のため「0655」が放送休止[18]、「2355」だけ放送された。なお、休止当日は月曜日だったため、この週の「たなくじ」は、特別に、翌日・6月17日(火曜日)の「0655」で放送された。
- 2014年7月9日は、総合テレビで放送を予定していた、2014 FIFAワールドカップ準決勝「ブラジル対ドイツ」戦中継が、台風8号接近によりEテレでの放送に変更したため「0655」が放送休止[19]、「2355」だけ放送された。
- 2016年4月14日は、当日夜発生した熊本県の地震(熊本地震)の大規模な前震(最大震度7)に伴う緊急報道のため「2355」が放送休止、「0655」だけ放送された。
- 2016年8月8日は、リオデジャネイロオリンピック競技中継のため「2355」が放送休止、「0655」だけ放送された。
- 2016年9月8日は、総合テレビで放送を予定していた、リオデジャネイロパラリンピック開会式中継が、Eテレでの放送に変更したため「0655」が放送休止、「2355」だけ放送された。
- 2016年11月22日は、早朝に発生した福島県沖を震源とする地震(福島県沖地震)による宮城県・福島県に発令された津波警報発令に伴う緊急報道(東日本大震災の余震関連)・緊急警報放送のため「0655」が放送休止、「2355」だけ放送された。休止当日の「0655」は、毎月22日恒例の「ねこの日スペシャル」だった。
- 2017年8月29日は、北朝鮮の弾道ミサイル発射に伴い、J-ALERTによる国民保護に関する情報が、北海道・青森県・岩手県・秋田県・宮城県・山形県・福島県・茨城県・栃木県・群馬県・新潟県・長野県に発動された事に伴う緊急報道のため「0655」が放送休止、「2355」だけ放送された。
- 2021年8月24日は、東京パラリンピック開会式中継関連の特別編成のため「2355」が放送休止、「0655」だけ放送された。
- 2022年2月4日は、北京オリンピック開会式中継が当初予定より延長したため「2355」が放送休止、「0655」だけ放送された。
- 2022年2月14日、15日、18日は、北京オリンピック競技中継のため「2355」が放送休止、「0655」だけ放送された[注釈 47]。
- 2022年3月16日は、当日夜遅くに発生した福島県沖を震源とする宮城県・福島県で最大震度6強の地震(福島県沖地震)(東北地方太平洋沖地震の大規模な余震)に伴う緊急報道のため「2355」が放送休止、「0655」だけ放送された。
- 2023年5月31日は、北朝鮮の弾道ミサイル発射に伴い、J-ALERTによる国民保護に関する情報が、沖縄県に発動された事に伴う緊急報道のため「0655」が放送休止、「2355」だけ放送された。
- 2023年8月7日、9日、16日は、第105回全国高等学校野球選手権大会中継が当初予定より延長したため「2355」が放送休止、「0655」だけ放送された。
- 2024年4月17日は、当日夜遅くに発生した豊後水道を震源とする愛媛県・高知県で最大震度6弱の地震(豊後水道地震)に伴う緊急報道のため「2355」が放送休止、「0655」だけ放送された。
- 2024年7月29日、31日、8月2日は、パリオリンピック競技中継のため「2355」が放送休止、「0655」だけ放送された[注釈 48]。
- 2024年8月5日は、総合テレビで放送を予定していた、人形歴史スペクタクル 平家物語が、パリオリンピック競技中継によりEテレでの放送に変更したため「2355」が放送休止、「0655」だけ放送された。
- 2024年8月12日は、パリオリンピック閉会式中継のため「0655」が放送休止、「2355」だけ放送された。
- 2024年8月13日は、第106回全国高等学校野球選手権大会中継が当初予定より延長したため「2355」が放送休止、「0655」だけ放送された。
- 2024年8月29日、30日は、総合テレビで予定していたパリパラリンピック中継が台風10号の接近によりEテレでの放送に変更したため「2355」が放送休止、「0655」だけ放送された。